# 广州足球俱乐部
广州足球俱乐部（英語：Guangzhou Football Club），是中国广州的一个已解散的足球俱乐部。解散前球队最后一个赛季的主场为广州花都体育中心体育场。
其前身广州足球队成立于1954年6月，是中国第一支市级专业足球队。2010年3月1日，因恒大地产集团以一亿元买断广州足球俱乐部全部股权，俱乐部更名为广州恒大足球俱乐部。2014年7月4日，俱乐部获阿里巴巴集团注资12亿元人民币，完成增资扩股后，俱乐部更名为广州恒大淘宝足球俱乐部。2021年賽季起，中國足協要求各球隊更改非企業性名稱，廣州恆大淘寶改稱為廣州足球俱樂部 ，簡稱「廣州隊」。
俱乐部历史上，因赞助商及股东多次更迭，曾使用广州太阳神、广州吉利、广州香雪、广州日之泉、广州医药、广州广汽、广州恒大淘宝等名称。俱乐部曾在1992年和1994年的甲A联赛中夺得亚军，但于1998年一度降入甲B联赛，2007年夺得中甲联赛冠军后重返中超联赛。2010年2月在中国足坛反赌风暴中被揭发曾在2006赛季参与打假球，虽然遭到降级处分，但同时俱乐部被恒大地产集团收购，而得以获得庞大的资金大肆扩军，在当赛季联赛即夺得中甲联赛冠军重返中超。
2011年，重返中超首季的广州恒大就获得当届联赛冠军，是中国足球联赛史上首队在升上顶级联赛第一年就夺冠的球队。之後於整個2010年代，广州恒大在母公司恆大集團的支持下成爲了中超班霸，共奪得了8次中國超級聯賽冠軍（2011年-2017年，2019年），2次中國足協杯冠軍（2012、2016年），4次中國足協超級杯冠軍（2012、2016-2018年），2次亞洲足聯冠軍聯賽冠軍（2013、2015年）與2次世界冠軍球會盃殿軍（2013、2015年），一度成爲亚洲最为成功、最具影响力的职业足球俱乐部之一。然而隨著恒大集團出现债务危机，2022年只能以全華班角逐中超，结果提前一轮降级中甲。2025年1月6日，因为未能完成债务清偿，宣布解散。

## 历史

### 专业足球时期（1954-1993年）

#### 初期
1954年6月，广州市组建了第一支专业足球队，命名为中南体院竞技指导科足球队白队，简称中南白队，从而成为国内最早成立市级专业足球队的城市。1955年4月，中南白队以广州市队的名义参加首届全国足球联赛，最终名列第8名，未能进入第一批的7支甲级队之列。1956年，广州队在全国乙级联赛中以不败战绩获得冠军，但中国足协却突然宣布该年度乙级联赛不实行升降级。1958年，广州队赢得了乙级冠军，历史上第一次冲击顶级联赛成功。但不巧的是，为迎接1959年的第一届全国运动会，广州队划归广东省体委接管，球队第一次解散。1961年4月，广州市足球队重新组建，但广州队在1966年再次划归省体委接管而第二次解散。
直到1977年10月26日，广州队以“广州青年队”得以恢复。翌年，广州青年队参加全国青年联赛获分区赛季军。1980年，广州青年队在全国足球分区赛（丙级联赛）获得第2名，升上乙级。1981年又以乙级联赛第一名的成绩冲甲成功，实现了两年“三级跳”的奇迹。1982年，广州足球历史上第一次正式参加有升降级制的顶级联赛。但由于麦超、吴群立、赵达裕等优秀球员上调各级国字号球队，广州队在甲级联赛只打到第15名，再次掉回乙级。次年，广州队虽然在乙级联赛获得第2名，但由于中国足协决定乙级联赛不设升降级，广州队只能继续留在乙级联赛。

#### 广州白云队
1984年，广州队在第一届足协杯赛打到了第8名，第二次升上甲级。1984年10月，广州白云山制药厂与广州市体委签约，以每年赞助20万元的条件联办广州足球队，开全国企业承办运动队的先河。1986年，广州白云队聘请戚务生执教，开创国内引进教练的先河。1989年，广州白云队扩大为足球俱乐部，但在该年的甲A联赛中，广州队获得倒数第一名，再度降级。
1990年，广州队在陈亦明的率领下以甲B第2名的身份升入甲A，第三次升入顶级联赛。1992年，“少帅”蔡子骏挂帅，在麦超、吴群立、李勇等一班老将和以彭伟国为代表的年轻球员努力下，球队最终拿回亚军，这也是广州足球在中国足球“专业时代”所获得的最高荣誉。

### 太陽神時期（1994-2000年）
1992年“徐家军”冲击巴塞罗那奥运会失败之后，中国足球开始酝酿体制改革。6月，中国足协召开“红山口会议”，确立了职业化的发展方向。1993年10月，中国足协在大连棒槌岛举行工作会议，决定把1994年甲A联赛作为改革试点，将联赛职业化。1993年1月8日，广州太阳神集团与广州体委签约，为中国首家股份制职业足球俱乐部。1994年联赛初期受到内讧影响，成绩下滑，但随后球队发力取得6连胜，客场以6比1大胜上海申花至今仍是广州队联赛客场赢球的纪录。最后广州太阳神获得职业化后首届顶级联赛的亚军，队中的胡志军也以17球成为联赛的最佳射手，而当时队内的日本球员辻勇是中国足球职业联赛史上第一名日本外援。
1995年，广州队将二队转卖给松日集团征战甲B联赛。此后广州太阳神队在联赛的成绩一路下滑，1995赛季，球队出现内部矛盾，主教练周穗安下课，在经历了换帅、“张杨矛盾（张京天、杨霏荪）”等负面新闻下，最终只得到第5名。这一年太阳神队最轰动的一件事情是把“十冠王”辽宁队打翻在地，太阳神队先是主场以6比0狂胜对手，继而在倒数第2轮客战一役，主教练张京天在辽宁队孙贤禄先进一球的情况下早早就换下了彭伟国、胡志军，但替补出场的冯峰和吕建军神奇地打入两球，把辽宁队送入了甲B。
1996赛季 ，广州一城之内竟然出现了3支甲A球队，达到了职业化以来的辉煌顶峰。但过于务实的广东足球这时却集体“慢了一拍”，太阳神队在引进内外援方面都没有进一步举措，最终老帅冼迪雄只能把球队带到甲A第7名。赛季结束后，先后有13名球员提出转会申请，最终有9人离队，整体实力明显下降，到1997赛季 , 新帅陈亦明试行的“新广州风格”陷入困局，麦超接替陈亦明上马，太阳神队最终勉强保级。当年最后一战太阳神队客场战平四川全兴队，全场球迷齐唱《心太软》成为了经典一幕。
1998赛季，随着彭伟国和胡志军等实力派球员离队，以及没有二队造成青黄不接，还有部分垄断国企介入足坛，使俱乐部的竞争处于下风，球队最终以最后一名降入甲B联赛，而俱乐部则主动要求警方介入调查温俊武等部分球员的涉嫌赌球行为，成为当时的一大新闻。该年与广州松日的同城德比，裁判共向双方球员出示5红9黄，创造了中国职业足球至今在单场比赛出现红黄牌最多的记录。
1999年，太阳神集团与广州市体委续签5年合约，但志在重返顶级联赛的广州太阳神队只能名列甲B第八名。2000年俱乐部投入超过2000万元，一名号称“塔瓦雷斯老师”的巴西教练罗德里格斯出现在了球队帅位上，但这个巴西老头带队在头5轮取得1平4负的球队历史最差开局。周穗安第二次接手广州队。最后一轮与保级对手北京宽利的比赛广州队只有胜利才能超越对手保级成功，结果凭借下半场补时阶段曾庆高的远射破门，广州队1比0击败对手，最终积分反超北京宽利艰难保级。赛后数千球迷涌入场内，俱乐部工作人员和球员失声痛哭，场面催人泪下。
此后在相当长的时间内，广州足球只能混迹于甲B行列，不得不承认从那时起，广州足球的落后是不争的事实。究竟是什么原因导致了广州足球的这种“一落千丈”？广州足球名将彭伟国干脆的抛出了这样一句话：“没有钱呗！”当越来越多的人将职业足球形容为一项“烧钱运动”的时候，广州足球的投入确实寒碜。

### 班主多次變更（2001-2005年）
2001年初，太阳神俱乐部正式宣布退出职业足球圈，广州足球陷入前所未有的生存危机。各种机缘之下，来自浙江的吉利汽车集团接手了广州队，这也是广州足球历史上第一次由省外企业接盘。当年3月16日，吉利集团以1400万元购买广州市足协手中90%的股份，球队以“广州吉利队”为名，在刘康的带领下揭开了新世纪的冲击顶级联赛之旅。该年上半赛季，广州吉利队取得了“半程亚军”。但这时中国足球的大环境相当恶劣，阎世铎在2000年出任中国足协“掌门人”后，中国职业足球发生了“大倒退”——为了豪赌2002年世界杯，阎世铎决定2001年的甲A联赛取消降级。如此一来，只有两个升级名额的甲B成了一片残酷的“血拼”之地，各种“假黑”现象达到空前的境地。2001年下半赛季开始后，吉利队2平3负从第一集团掉队。周穗安第三次出任广州队主帅，率队取得了5连胜。但在联赛最后阶段，“五鼠事件”爆发，吉利队在客战上海中远遭“黑”之后，彻底无缘“冲A”。赛季结束后，吉利俱乐部和绿城俱乐部联手掀起一场“反黑风暴”，令于排行第二、三名球队长春亚泰和成都五牛被取消升级资格，外界普遍认为广州队将会以替补的资格晋级，但广州足球“冲A”失败的结果难以挽回，吉利集团在接手球队9个月后宣布退出。

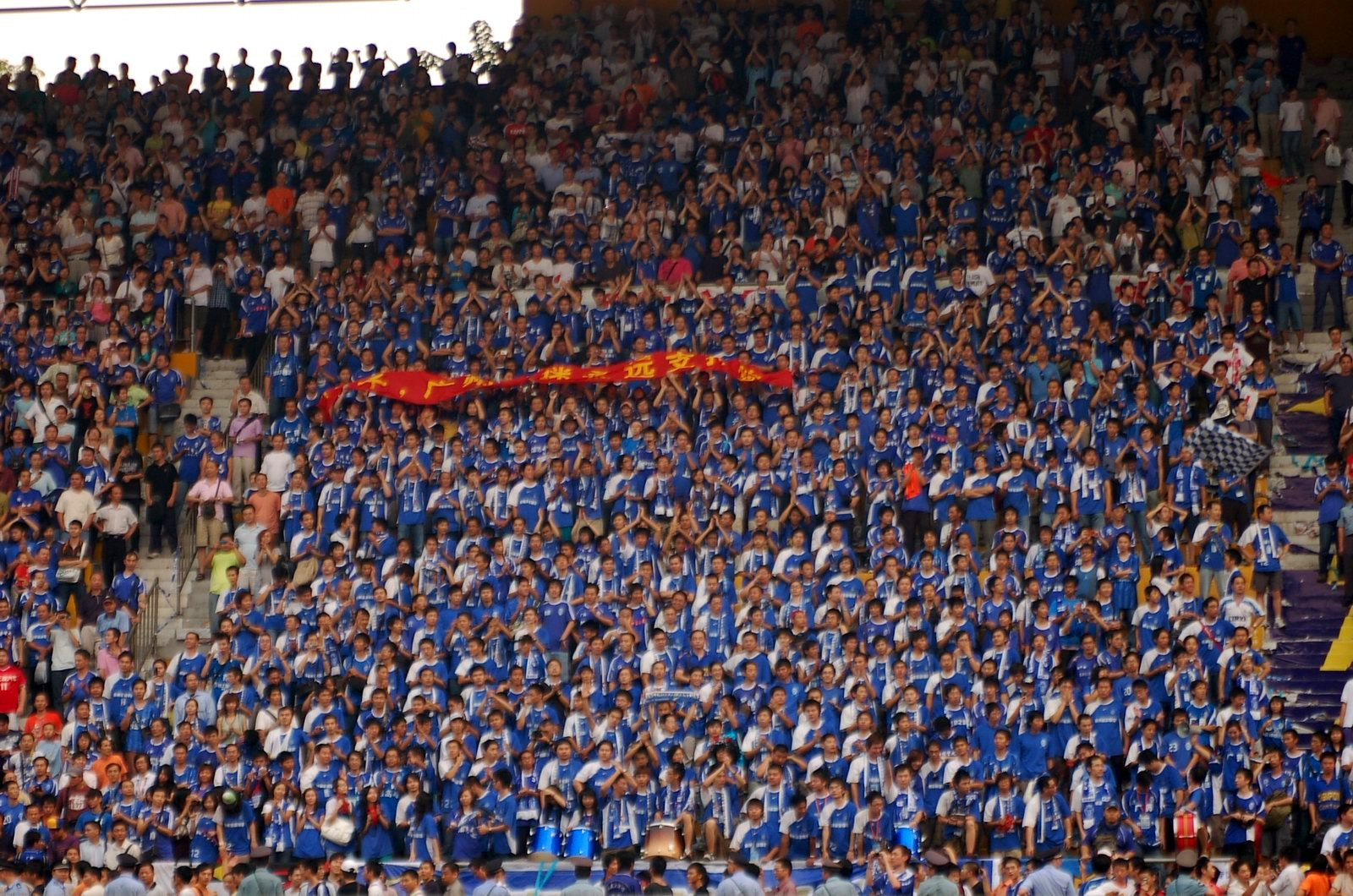
越秀山南看台23区的球迷方阵

2002年，广州市足协托管广州足球队，香雪制药以1600万取得广州足球俱乐部30%的股份冠名广州队两年。由于该年取消联赛升降级，球队遂以锻炼新人为目的 。在周穗安和吴群立的先后带领下，最终获得联赛倒数第二（第11名）。2003年，香雪制药继续冠名广州队，刚刚从国青队退下来的麦超执起了广州香雪队教鞭 , 球队涌现出卢琳、冯俊彦等一批优秀的年轻球员，并在该赛季勇夺甲B第三名，让球迷看到冲击顶级联赛的希望。
2004年，甲B易名为中甲，进行股份制改造，地方足协不能再占有股份。日之泉以象征性的1元人民币获得广州足球70%的股权，成为广州足球职业联赛以来第三个最大持股人，广州中一药业以600万元冠名，球队以“广州日之泉中一药业队”征战该年中甲联赛。在日之泉入主的两个赛季里，球队亦邀请了多位能力较好的外援加盟，如乔吉姆、加利、林久克等，虽然球队在这两个赛季的联赛里都只是输了4场比赛，但最终两次都只获得第四名而冲超失败。

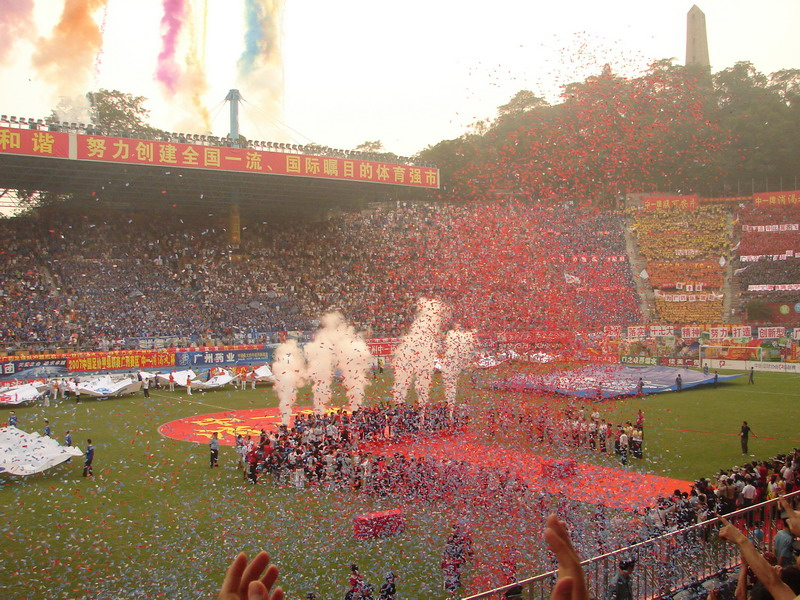
07年中甲冠军颁奖仪式

### 廣州醫藥時期（2006-2009年）
2006年初，日之泉和香雪相继退出，广州医药集团获得球队90%股份，成立广州医药足球俱乐部，并聘任名帅戚务生执教。球队在前半段表现出色，但在最后阶段却遭遇多支中游球队的阻击，最后一轮与河南建业的比赛中因主裁判罚下广州队3名球员而爆发球迷骚乱，最终仅列第3名，冲超失败，戚务生黯然离任。
2007年賽季俱乐部請來前中国国奥队和北京国安主教练沈祥福執教，并买入徐亮、李帅、拉米雷斯等有实力的球员，球队在联赛表现非常出色。徐亮、李帅、卢琳也先后入选国家队和国奥队集训名单。球队在联赛中连战连捷，并在该赛季打破多项球队和联赛记录。在次级联赛征战9个赛季之后，广州队终于提前3轮升上中国足球超级联赛，并获得球队职业联赛历史上第一个联赛冠军。
2008赛季，广州队首次征战中超联赛。球队在保持原有阵容的基础上继续扩充实力，前巴西国青队球员迪亚哥以370万人民币的身价加盟，成为广州队进攻的组织核心。但整个赛季球队表现起伏不定，开季曾4胜1平排第2，但中期7场录得5负1平，奥运间歇期后4场获得3胜1平，不过之后7场只获得4平3负，其中还包括创造球队职业联赛史上的最大比分失利——客场0比6惨败于长春亚泰。最后6轮联赛广药状态反弹，获得2胜4平的不败成绩，最终以10胜10平10负第7名的成绩完成赛季。

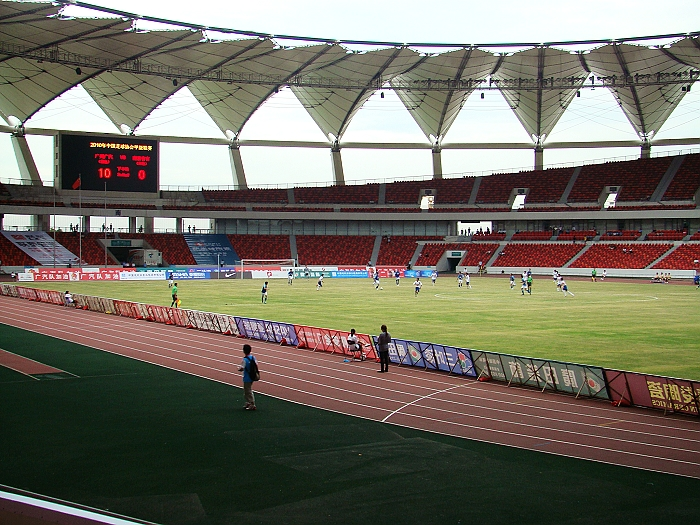
广州恒大10比0狂扫南京有有

2009赛季，广药高层提出“保八争六”的目标，但球队的表现依然起伏不定。在赛季中段曾经保持连续7场不败的成绩，一度有望冲击亚冠联赛，但后半段球队频繁传出负面新闻，副队长徐亮一度成为媒体焦点。最后9轮广州队未胜一场，最终只名列第9名，没能完成赛季初定下的目标，唯一的安慰是球队的洪都拉斯前锋拉米雷斯打进17个进球，获得联赛金靴奖。赛季结束后，彭伟国接替沈祥福成为球队代理主教练，并开始进行“本土化”改革，徐亮、卢琳等8名球员被挂牌，同时从广东日之泉召回徐威龙、郭子超等年轻球员补充球队阵容。2010年1月1日，广药集团正式退出，俱乐部暂时由广州市足协托管。2月12日，徐亮以280万元的身价转会北京国安，打破了之前彭伟国转会前卫寰岛的转会纪录。

### 恒大时代（2010年-）

#### 涉假降级、恒大集团入主（2010年）

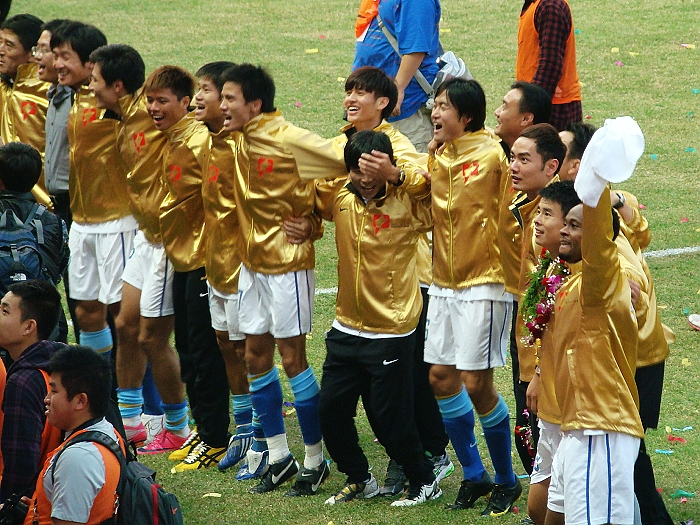
广州队球员庆祝2010年中甲联赛冠军

由于2009年底在中国足坛反赌风暴中被揭发曾经在2006赛季先后两次参与打假球，广州队于2010年2月23日受到中国足协的处罚，和另一支涉假球队成都谢菲联一同被降入2010年中国足球甲级联赛。
3月1日，恒大集团以一亿元买断广州足球俱乐部全部股权，广汽集团则以2500万元取得一年的冠名权，球队名称则为广州恒大足球俱乐部广汽队。恒大入主后动作不断，先是买入国家队主力前锋郜林，然后又在联赛开赛前一周正式任命韩国人李章洙担任球队主教练。6月28日，广州恒大足球俱乐部正式宣布，前国家队队长郑智和孙祥正式加盟球队，两天后广州恒大以350万美元这个创下中国职业联赛涉外转会费新纪录的转会价格成功引进巴西前锋穆里奇。7月21日，2010赛季中甲联赛第12轮的比赛，广州恒大在主场迎战南京有有，最终广州以10-0大获全胜，创下了中国职业联赛一个单场净胜对手10球的新纪录和中甲联赛的单场最大比分纪录，同时也是广州队队史最大比分的胜利。9月25日，广州队在客场以3比2险胜广东日之泉，提前三轮冲超成功。10月30日，广州队主场3比1击败湖南湘涛，以1分的优势压倒成都谢菲联第二次获得中甲联赛冠军。

#### 首夺中超，创升班马第一年夺冠神话（2011年）
广州队重返中超后，恒大集团董事局主席许家印表示将会继续加大对球队的投入。2011赛季之前，张琳芃、冯潇霆、杨君、姜宁、杨昊等五名拥有国家队经历的球员先后加盟球队。巴西前锋克莱奥以创俱乐部新转会纪录的320万欧元从贝尔格莱德游击队加盟，之后又先后以零转会费引进前韩国国脚赵源熙、以350万美元引进巴西后卫保隆以及以225万美元巴西中场雷纳托。2011年7月2日，广州恒大正式宣布以1000万美元的转会费购入阿根廷籍球员孔卡，打破了之前由克莱奥保持的320万欧元的中国足球转会纪录。2011年9月18日，广州恒大客场败于长春亚泰后球队的44场联赛(21场中甲、23场中超)不败纪录告终，但最终还是提前4轮获得中超联赛冠军，这是广州足球队历史以来，首次获得了中超联赛的冠军，也创造了升班马在顶级联赛第一年就获得冠军的历史，更是广州足球历史以来第一次杀进亚足联冠军联赛。球队也连续夺得中国两级联赛(中甲联赛及中超联赛)的冠军。

#### 中超卫冕，首征亚冠（2012年）

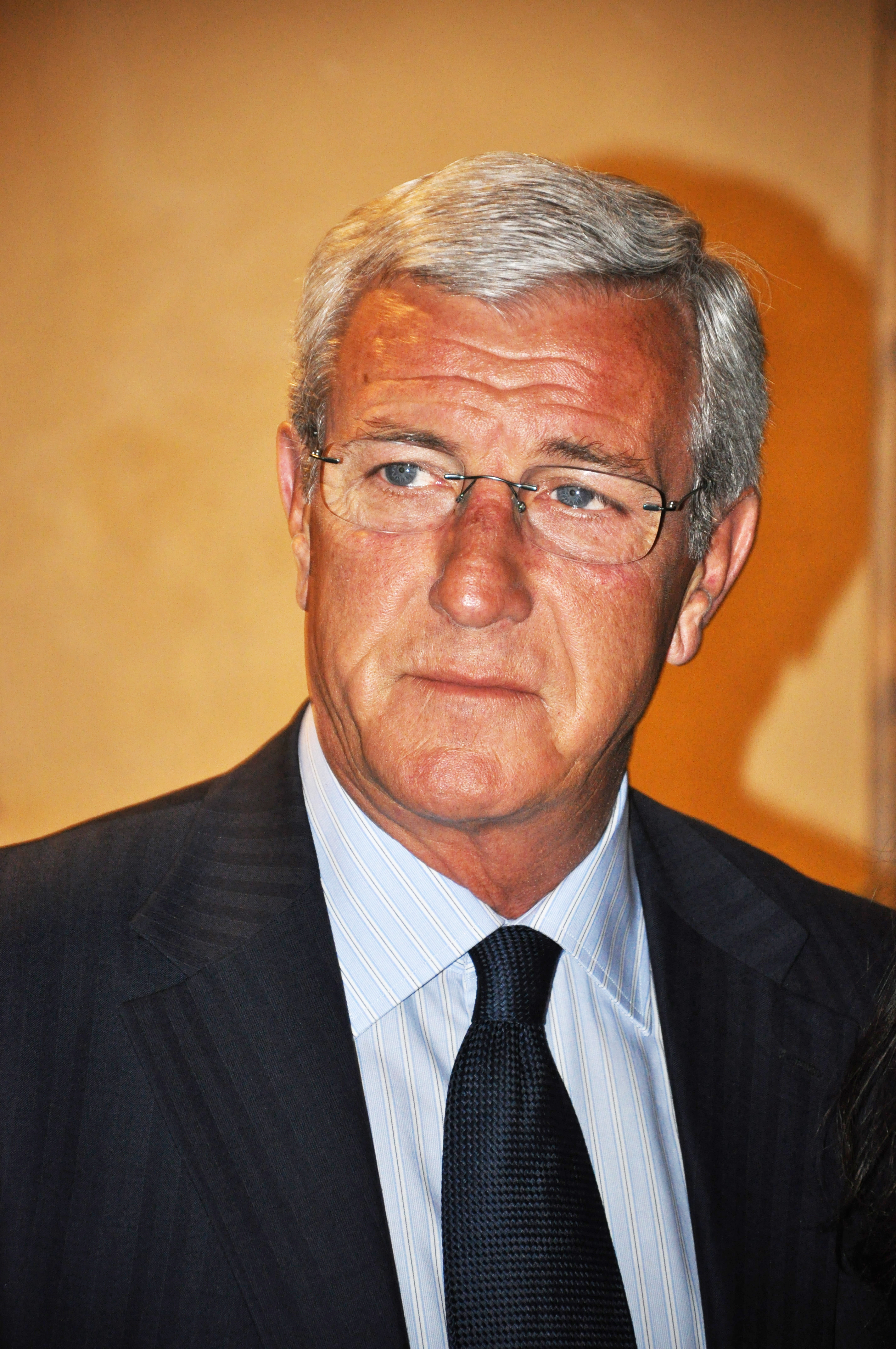
帶領恒大奪得隊史上首個亞冠冠軍的马尔切洛·里皮教練

在2012年2月25日，广州恒大也以2-1的战绩战胜天津泰达，从而拿下了超霸杯冠军。同年5月2日，该俱乐部正式宣布以850萬歐元购入。他也因此超越孔卡，成為中國足球轉會金額最高的球員。5月17日，马尔切洛·里皮成为广州恒大队的新主帅。在2012年亚洲冠军联赛中，广州恒大在俱乐部历史的第一场洲际比赛就在客场5比1击败韩国冠军全北现代汽车，不仅创下了中国俱乐部作客韩国史上最大比分的胜利纪录，并成为2006年之后首支进入亚冠八强的中国球队。但在10月份，广州恒大两回合4比5负于伊蒂哈德被淘汰出局。由于分身亚冠联赛，广州恒大在联赛的成绩不如2011赛季出色，不过依然在10月27日凭借郜林在第90分钟的进球，主场1比0击败辽宁宏运，提前一轮卫冕联赛冠军。广州恒大成为中超联赛历史上第一次成功卫冕的球队。2012年11月18日，广州恒大在2012年中国足协杯决赛两回合5比3击败贵州人和，成为中国职业联赛史上第三支获得联赛杯赛双冠王的球队，这是广东足球历史在1995年职业化后以来，第一支华南足球队获得中国足协杯的最高荣誉，实现了广东足球的历史突破。

#### 中超三连冠，首夺亚冠（2013年）
2013年5月22日，在2013年亚洲冠军联赛中，广州恒大在16强赛里面两回合总比分5-1的战绩淘汰了中央海岸水手，成功进入亚冠8强。这是2004年中国足球联赛改革成为中超之后，首支连续两年亚冠都能进入八强的中国球队。
2013年8月1日，巴西著名体育咨询公司PLURI公布了上赛季世界足坛俱乐部场均观众人数前100强排行榜，其中广州恒大足球俱乐部以场均37250名观众排名全球第42，亚洲第一 。
2013年9月18日，广州恒大以两回合总比分6-1的战绩淘汰了，首次晋级亚冠四强。这是中超球队在2002年亚冠改赛制以后，继深圳健力宝队以后第二支球队成功闯入亚冠四强的球队，也在2008年亚冠改赛制改为32支球队以后，第一支闯入亚冠最后四强的中超足球队伍。更打破了中国足球的多哈魔咒和中超球队在西亚客场长期不胜的怪圈。
随后于2013年10月2日的亚冠半决赛，广州恒大以两回合总比分8-1的战绩淘汰了J联赛的柏太阳神队，杀入亚冠决赛。这是自2002年亚足联冠军联赛成立后，首支杀入亚冠决赛的中国球队；同时也是1967年亚足联首次开办亚俱杯以来，继1990年辽宁东药和1998年大连万达足球队后，第三支杀入亚洲顶级俱乐部赛事决赛的中国球队。
中超方面，2013年10月6日傍晚，广州恒大作客济南奥林匹克体育中心内进行的第27轮中超赛事，最终以4-2的战绩战胜了山东鲁能泰山，在少赛一轮的情况下提前三轮卫冕2013年中国足球超级联赛冠军。如同去年成为第一支成功卫冕球队，恒大也成为了甲A联赛更名为中超以后，第一个三连冠的队伍。

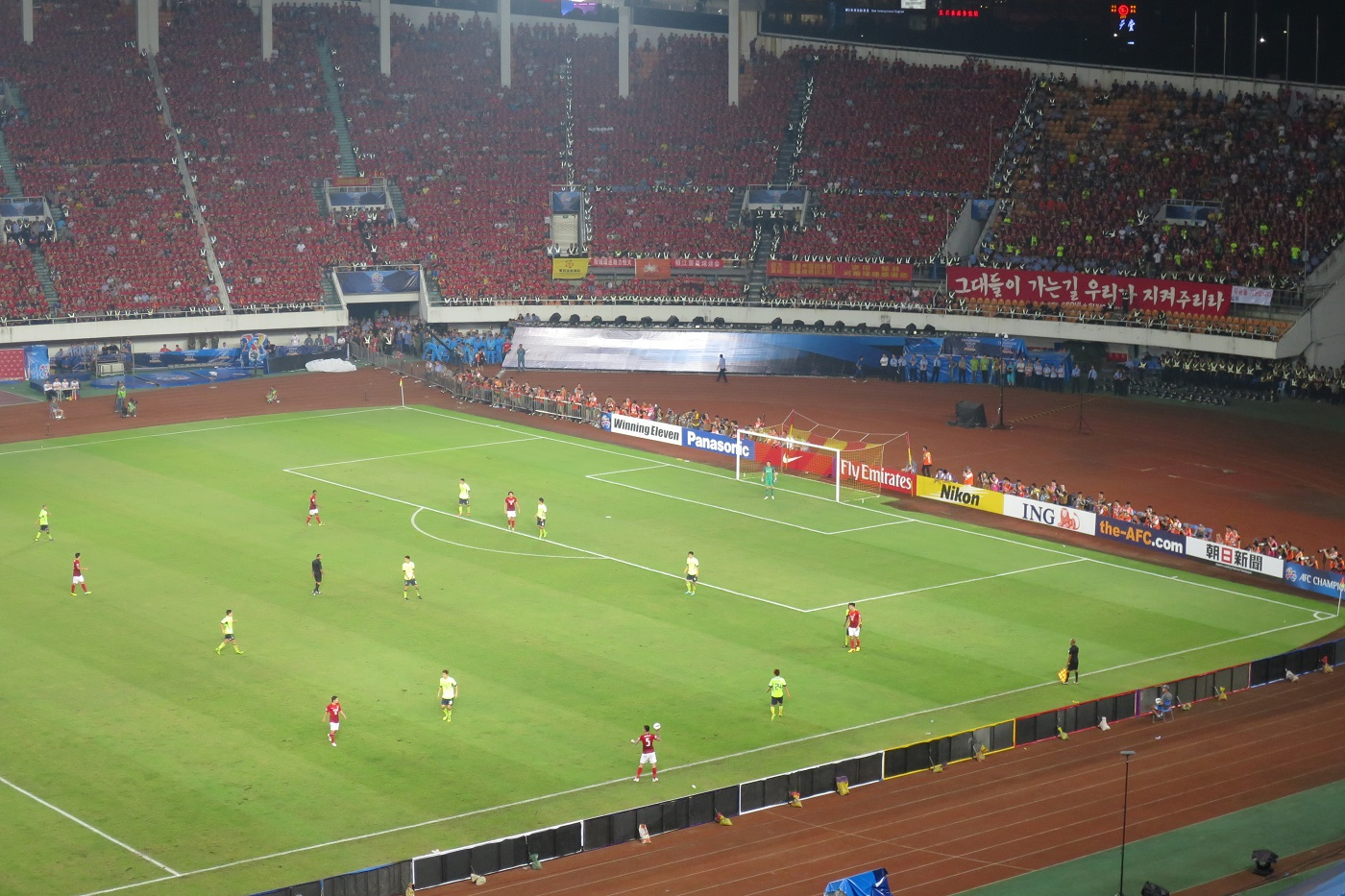
2013年11月9日，2013年亚冠决赛第二回合，天河体育中心现场上半场比赛盛况

2013年10月26日，在2013年亚洲冠军联赛总决赛中，广州恒大在首回合作客首尔世界杯体育场2-2被首尔FC最后时刻扳平。随后在2013年11月9日移师广州的次回合，中国俱乐部在14年后再次争夺亚洲顶端荣誉引起全国的关注，可以容纳56000人的天河体育场门票在开始售卖48小时内即告售罄。甚至还出现几小时内球票断货、以及高价回购门票的情况。广州各大电视，报纸媒体更以赢取亚冠为噱头举办活动。比赛当天晚上，广州市区内各大酒吧、餐厅一座难求，而决赛场地附近的天河路甚至出现了各大酒店和宾馆爆满或一房难求的情景，
在第二回合比赛中，尽管在下半场58分钟艾傑臣先下一城情况下被对手逼和1-1，并战成两回合总比分3-3，但广州恒大仍然凭借作客进球优惠（客场进球：2-1）而取得2013年亚足联冠军联赛冠军。这是首支获得亚足联冠军联赛冠军的中国球队，同时也是自亚足联从1967年开办亚俱杯以来，继1989—90赛季的辽宁东药队后，第二支夺得亚洲顶级俱乐部赛事冠军的中国球队。在夺取亚冠的同时，广州恒大亦同时取得了世界俱乐部冠军杯的入场券，成为中国足球历史上第一支杀进世界俱乐部冠军杯的中国足球俱乐部，以亚冠联赛史上最年轻的冠军球队身份登上世界舞台。赛后，队员穆里奇获颁亚冠金靴和亚冠最佳球员两个奖项。次日早上（2013年11月10日），全亚洲乃至全球各国媒体都纷纷刊登了广州恒大获得亚冠的报道。广州恒大首次获得亚冠，使全国足球界深受鼓舞，各方给予高度评价。有媒体报道“这是为广州市、广东省和中国内地职业体育谱写了新篇章”；有媒体报道“广州恒大是为中国足球赢回傲气”。
2013年11月26日，在马来西亚吉隆坡的亚足联总部举行的亚足联2013年度颁奖典礼上，广州恒大获得了2013年度最佳亚洲足球俱乐部；郑智获得2013年度亚洲足球先生；穆里奇破亚冠进球记录的成绩获得了2013年度亚洲最佳外援的三项重量级大奖。
次日晚上，在中国足协杯四强赛里面以两回合总比分7-3（先客后主。客场1-0，主场6-3）的战绩淘汰了北京国安，连续第二年杀入中国足协杯决赛。这场比赛同时亦终结了广州球队于各项赛事中19年来作客北京工人体育场“逢京不胜”的魔咒。在决赛中，广州恒大总比分2-3不敌贵州茅台队而无缘亚洲历史首个三冠王。但却是距离中国足球史上首个三冠王最近的球队。
摩洛哥当地时间2013年12月14日下午在2013年世界俱乐部杯处子秀上，广州恒大以2-0的战绩击退了艾阿里晋级四强。其中艾傑臣成为第一个在中国男子足球征战的所有世界大赛上进球的队员。半决赛中，恒大以0-3不敌拜仁慕尼黑并于季军战以世俱杯第四名结束赛季。而孔卡则在世俱杯最后一场比赛结束后，带着中国足球先生的名誉正式离开广州恒大。

#### 中超四连冠，阿里入股（2014年）
为了加深球队结构实力及填补孔卡离开后的空缺，广州恒大在休赛期不断积极引援，但同时却遭遇重重障碍。尤其在引入青岛中能的队长刘健时，各方各执一词，虽然后来获批注册上场资格，但恒大与青岛中能队的三方争端仍然持续至今。但最终恒大仍然敲定和作为新外援加盟。
3月18日晚上，在2014年亚足联冠军联赛上第三轮，广州恒大在主场天河体育中心对阵全北现代队，这也是在主场第三次对阵全北现代。结果广州恒大主场3-1击退了全北现代，这也是广州恒大在亚冠的赛场上，主场首次击败韩国的足球俱乐部球队。
6月5日，阿里巴巴集團斥資人民幣12億元，对广州恒大足球俱乐部进行增资扩股，新股东阿里巴巴将获得恒大俱乐部50%股权，與恆大集團共同經營球隊。6月10日，大连阿尔滨足球俱乐部的于汉超和李学鹏加盟。
7月7日，广州恒大足球俱乐部官方通告已完成增资扩股后的工商变更手续，俱乐部名称将更名为广州恒大淘宝足球俱乐部。7月11日，广州恒大淘宝官方宣布意大利前锋阿尔贝托·吉拉迪诺加盟，吉拉迪诺也成为第二个加盟广州恒大的意大利球员，而巴西前锋穆里奇则选择离开广州恒大，以800万美元转会至卡塔尔星级足球联赛的萨德体育俱乐部。球队在8月15日和27日的亚冠四分之一决赛中与澳大利亚的西悉尼巡游者队战成2-2平，因客场进球少被淘汰。
11月2日，广州恒大在客场1:1战平山东鲁能泰山，夺得2014年中超联赛冠军。广州恒大亦成为首支连续四年夺得中国顶级联赛冠军的队伍。

#### 中超五连冠，再夺亚冠（2015年）

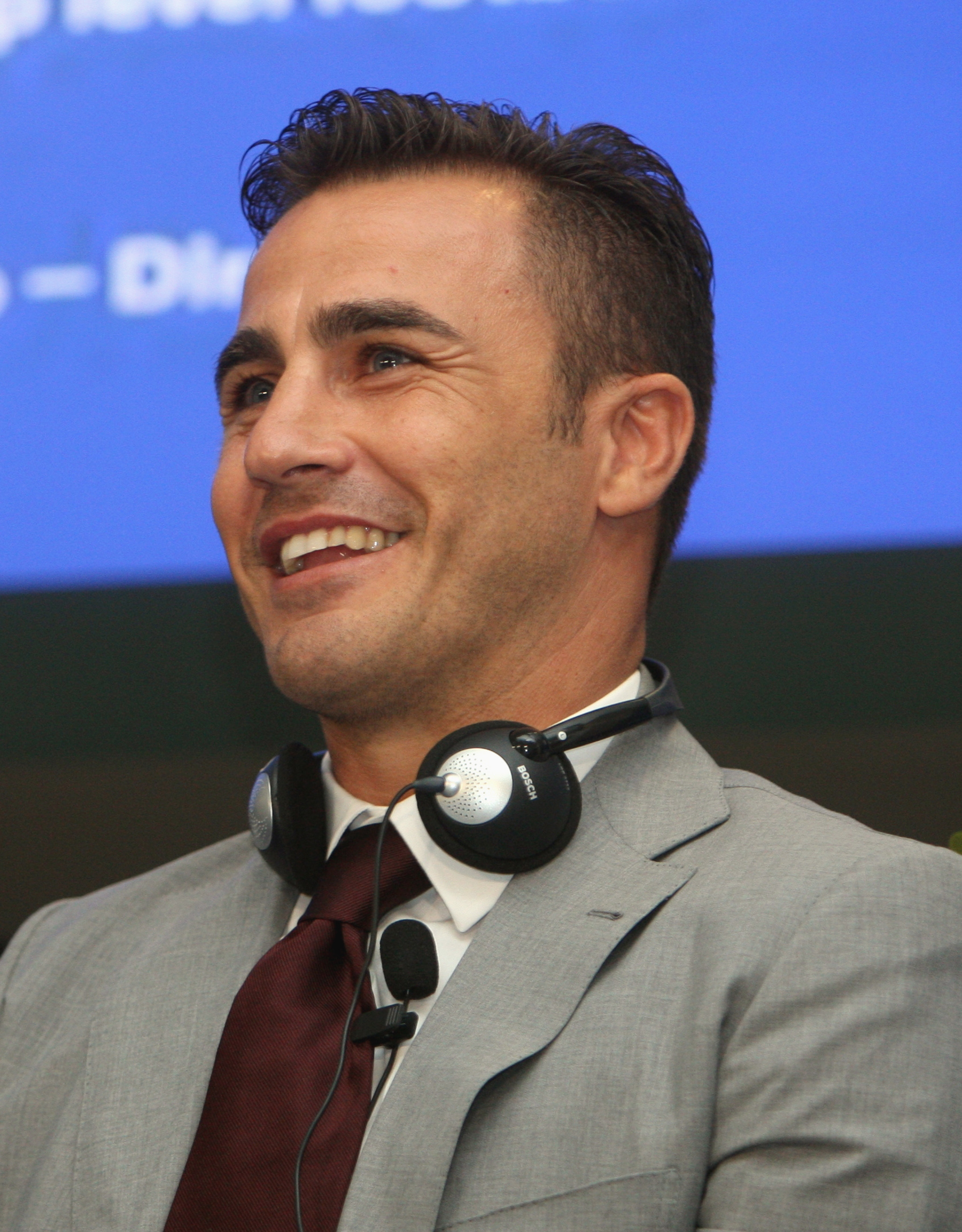
前世界足球先生法比奥·卡纳瓦罗在2014年賽季結束后成为球队教练

2014年11月，卡纳瓦罗接替里皮成为球队的执行主教练。本季恒大由于受到大范围的伤患影响，球队在上半季赛程的表现不尽人意，直至6月4日主场战平天津泰达后，球队宣布卡纳瓦罗下课，由巴西人斯科拉里接任。

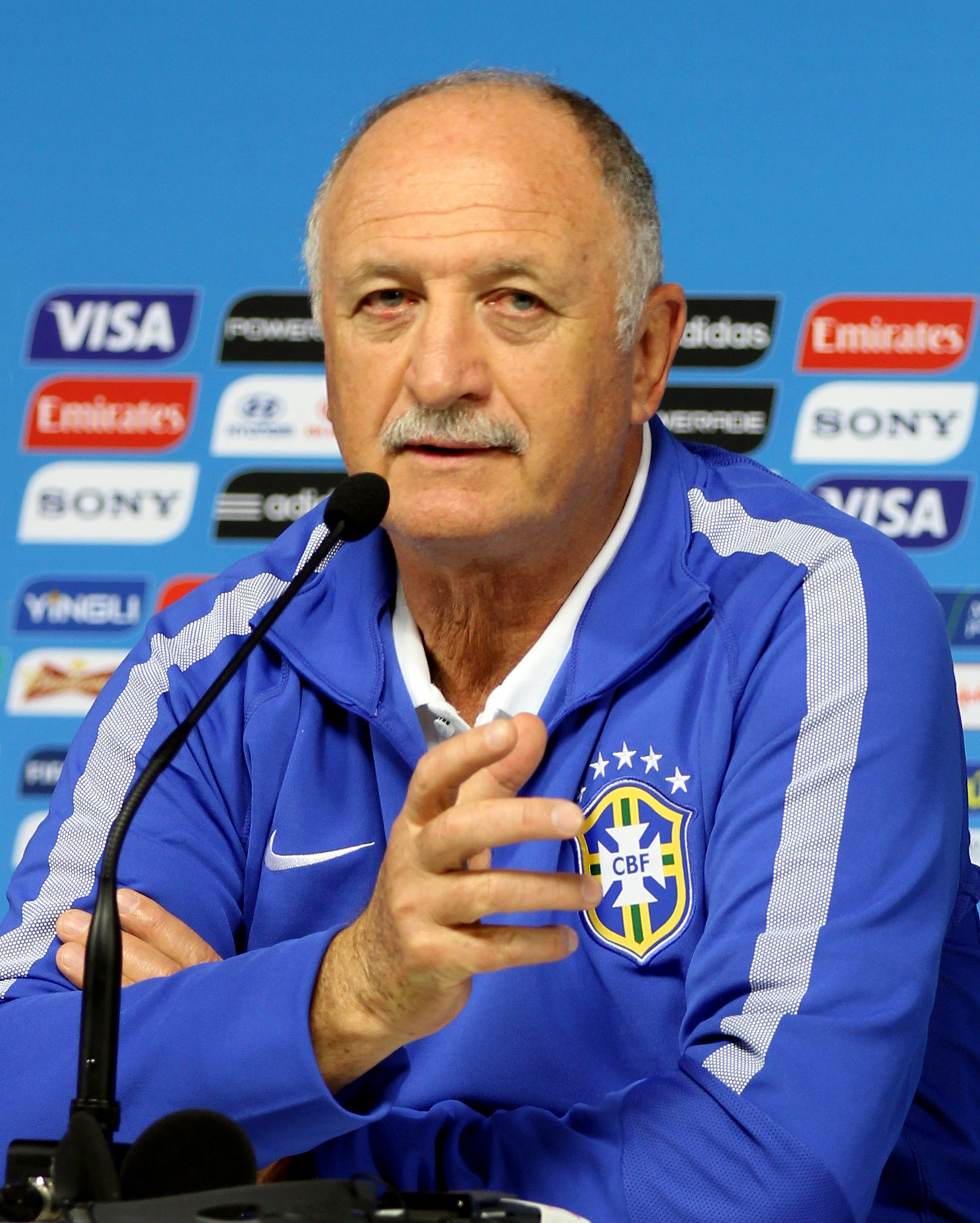
帶領巴西奪得2002年世界杯冠軍的路易斯·菲利佩·斯科拉里在2015賽季中成为恒大主教练

斯科拉里接任后的首场比赛，恒大于客场击败劲敌山东鲁能泰山，其后恒大在客场比赛表现持续强势，加上多名外援伤员复出，重新掌握了争冠的主动权。其中于关键的第25轮，恒大在客场与积分榜头名、冠军的直接争夺对手上海上港交锋。赛前，恒大落后上港1分，只有战胜上港才能积分超过上港。虽然之前在主场没有能够战胜上港，但恒大在这场以3-0收获了一场完胜。本轮过后，恒大就没有再被上港积分反超过，这场比赛的获胜对于恒大最终夺冠具有十分重要的意义。
第29轮，广州恒大领先第二名上海上港4分，只要主场战胜山东鲁能泰山，恒大就将提前一轮夺冠。然而，鲁能凭借韩鹏的进球，在最后时刻2-2战平恒大，让恒大主场夺冠的设想破灭，夺冠庆典没有如期实现。由于该轮上海上港客场2-0战胜了长春亚泰，与恒大的积分差距缩小到2分，中超争冠悬念被延续到了最后一轮。最终，凭借高拉特和保利尼奥的进球，恒大在第30轮客场2-0战胜国安，并首次在中超联赛中攻克工人体育场，拿到三分。这场胜利不仅让恒大队史最长的客场连胜纪录扩展到10场，而且把队史联赛最长不败纪录提升到26场。恒大用成绩证明了自己的实力，并拿下了第五座中超冠军奖杯。
同时，于本年11月6日，广州恒大淘宝成功于全国中小企业股份转让系统（简称“新三板”）挂牌上市（编号834338），成为亚洲足坛第一股，计划发行股票3.65亿股，每股面值1元人民币。
本届亚冠小组赛，恒大与日本的鹿岛鹿角以及两大死敌首尔FC、西悉尼巡游者（两队分别是恒大首夺亚冠的决赛对手，和去年淘汰恒大，并最终夺冠的对手）同分在一个小组。在首场小组赛击败首尔之后，恒大来到客场挑战卫冕冠军西悉尼，以3-2获胜，报了去年1/4决赛被对手淘汰的一箭之仇。而由巴甲克鲁塞罗加盟球队的前巴甲金球奖得主高拉特也上演了自己加盟恒大以来的第一个帽子戏法，奠下了他获得本年度亞冠聯賽金靴奖的基础。
恒大小组出线之后，在淘汰赛（1/8决赛）的对手是韩国城南FC队。首回合客场作战，尽管黄博文打进精彩世界波，但球队却在最后一分钟遭遇争议判罚，被对手点球绝杀。带着首回合失利的结局回到天河，恒大主场必须全力争胜。最终恒大在主场以2-0击败对手，高拉特的两个进球帮助球队成功完成了逆转。值得一提的是，本场比赛恒大创造了两项纪录。第一，这是恒大首次在亚冠淘汰赛两回合制的比赛中，首回合失利的情况下在第二回合完成逆转晋级；同时凭借本场胜利，恒大也连续第4年杀入亚冠8强，在改制后的亚冠联赛中，只有阿联酋的阿尔艾因在初期赛程尚不成熟的情况下勉强达成过这一纪录，但恒大截止今年总共4次参加亚冠、最终全部晋级8强的纪录，在亚洲范围内还仅此一家。
1/4决赛客场对阵柏太阳神。开场不久，柏太阳神便送出乌龙大礼，随后，夏季强援保利尼奥轰出40米暴力世界波，亚冠首秀便技惊四座，再加上郜林下半场的入球，恒大客场3-1轻松击败柏太阳神。最终两回合合计恒大以4-2的比数再次把柏太阳神淘汰出局。
半决赛，恒大对阵另外一支日本球队大阪钢巴，先主场后客场。首回合比赛中，大阪钢巴先入一球，随后黄博文打入本赛季个人亚冠的第3次世界波扳平比分，下半场，队长郑智以一记头球帮助球队实现逆转。恒大以2-1的比分获得了这场关键比赛的胜利。在次回合比赛中，恒大客场0-0战平大阪，两回合总比分2-1挺进决赛。
决赛中，恒大面对首次杀入亚冠决赛的阿联酋新贵迪拜阿赫利。首回合客场比赛0-0战平，但主将高拉特受伤离场。2015年11月21日，在次回合中回到主场后的恒大虽然创造了不少得分良机，但一直无法攻破对方球门，而阿赫利则一直利用极具威胁的反击骚扰恒大防线。上半场最后时刻，恒大门将曾诚受伤离场，李帅替补出场。下半场，两年前曾在亚冠决赛进球的埃尔克森灵光一现，他的进球使其再次成为恒大的英雄。随后比赛火药味渐浓，阿赫利队后卫哈米斯因暴踹郑龙，被红牌罚下，恒大则凭借顽强的防守守住了胜局。结果广州恒大以1-0的比分战胜阿赫利夺得2015年亚冠冠军。这也是恒大在三年内第二次夺得亚冠。
恒大以亚洲冠军的身份参加12月在日本举行的2015年世界俱乐部杯，首场赛事于12月13日对阵2014–15年中北美洲及加勒比海足球冠军联赛冠軍CF阿美利加。比赛首先在下半场，由CF阿美利加的佩拉尔塔头球破门，随后恒大由郑龙打入中国球员世俱杯首球扳平比分。伤停补时阶段，保利尼奥头球读秒绝杀，恒大在其本届世俱杯首场赛事以2-1获胜，半决赛对阵2015年欧冠冠军巴塞罗那。巴塞罗那队的苏亚雷斯在比赛中上演帽子戏法，广州恒大最终以0-3不敌对手。随后在与以东道主联赛冠军身份参赛的日本球队广岛三箭的比赛中，广州恒大在上半场早段由保利尼奥先拔头筹，但下半场对方外援道格拉斯连入两球，广州恒大被对手以2-1逆转，最终在本次世俱杯中获得第四。

#### 中超六连冠，夺国内三冠王（2016年）
2016年10月22日，就在蔡振华与广州恒大老板许家印迎接里皮之际，广州恒大发布官方公告，宣布经与马塞洛·里皮先生友好协商，正式解除双方于2016年8月3日签订的《广州恒大淘宝足球俱乐部主教练聘任合同》，特此公告。此公告最值得注意的是，恒大与里皮早在8月3日就已签订合同。
2016赛季亚冠联赛H组比赛中，2016年4月20日悉尼FC主场0-0闷平浦和红钻，这样一来两队携手提前1轮小组出线，最后一轮即便恒大战胜悉尼，浦和红钻输给浦项制铁，恒大依然会以交锋劣势被淘汰。
卫冕冠军广州恒大被提前淘汰出2016赛季的亚冠联赛，恒大也创造了参加亚冠历史的最差战绩。
作为补强，广州恒大在冬窗以4200万欧元(约合3亿人民币)，1250万欧元(约合8800万人民币)年薪引进了之前效力于马德里竞技的前锋哥伦比亚人杰克逊·马丁内斯，但其在2016赛季中只出场15场，共计976分钟，4个月伤停，贡献了4球2助攻。如果以4200万欧元的转会费换算，为了哥伦比亚人的每个进球，广州恒大都要花掉至少1050万欧元。
2016年2月27日，广州恒大淘宝队在重庆奥体中心体育馆以2：0战胜江苏苏宁夺得了2016年的中国足球协会超级杯。上半场，高拉特两次接到黄博文的助攻，脚踢头顶梅开二度。最终，广州恒大淘宝2-0击败江苏苏宁，广州恒大淘宝队队史第二次夺得了超级杯的冠军。
2016年6月24日，2016赛季中超联赛第14轮焦点之战，广州恒大淘宝坐镇主场迎战江苏苏宁。广州恒大淘宝上半场4分钟内连入2球，高拉特拔得头筹，阿兰贡献一传一射，广州恒大淘宝主场2-0击败苏宁，在连续第6年获得中超联赛的半程冠军。
2016年10月24日晚，广州恒大淘宝足球俱乐部官方宣布与主教练斯科拉里正式续约，合同期为1+1。
2016年10月23日晚，2016赛季中超联赛第28轮赛事继续进行，广州恒大淘宝主场1-1战平延边富德，广州恒大淘宝提前2轮锁定2016赛季中超联赛冠军。
2016年10月30日晚，2016赛季中超联赛最后一轮结束争夺，已经提前夺冠的广州恒大淘宝主场4-0大胜山东鲁能。第12分钟，郑龙送出妙传，高拉特俯身冲顶破门。第22分钟，阿兰做球，廖力生禁区外弧线球射门得手。第51分钟，宋龙拉倒阿兰被罚点球命中。第66分钟，保利尼奥送出助攻，高拉特远射破门。最终，广州恒大淘宝4-0击败山东鲁能，以胜利加冕中超联赛冠军,实现联赛六连冠。
2016年11月27日晚，2016年中国足协杯决赛次回合赛事在南京奥林匹克体育中心体育场打响，广州恒大淘宝在客场2-2战平江苏苏宁两回合总比分3-3，广州恒大淘宝凭借作客入球优惠制的优势捧取足协杯冠军。罗杰·马丁内斯梅开二度为江苏苏宁两度取得领先，广州恒大淘宝由保利尼奥与黄博文两度扳平。最终双方战为2-2平，两回合总比分3-3，广州恒大淘宝凭借客场入球的优势捧取冠军。

#### 中超七连冠，国内两冠王（2017年）
为弥补韩国外援中卫金英权的受伤暂时离队。广州恒大淘宝于2016年12月24日，官方宣布韩国球员金亨镒以自由身正式加盟，合同为期6个月。韩国球员金亨镒，32岁，可胜任中后卫及后腰位置，曾入选韩国国家足球队，先后两次获得亚冠联赛冠军。但其因受中国足协2017中超外援新政的影响，直至合同期结束仍未为广州恒大出场。二次报名期间，金英权在足协杯1-0河北华夏幸福的比赛中复出。
新赛季首项赛事超级杯，广州恒大淘宝1-0击败江苏苏宁，队史上第二次夺得该项锦标。2017年中超联赛第十輪，广州队2-1战胜江苏苏宁，主场的各项正式比赛中连续44场不败，打破了上海申花此前的43场主场不败，创造了中国职业俱乐部正式比赛的主场不败场次记录。上一次主场输球还要追溯到2015年5月的亚冠小组赛，0-2不敌西悉尼流浪者。联赛第十四轮，广州队2-0战胜河北华夏幸福，联赛十连胜，打破队史联赛九连胜的记录，并提前获得半程冠军。联赛第十六轮，广州恒大队客场0-2负于北京国安，是广州恒大自2011年升上中超以来，联赛中首次遭遇连败。
2017年7月12日上午广州恒大在其新浪微博官方下发出通告，宣布球队的历史最佳射手穆里奇回归。合同期半年，穆里奇将身披30号战袍。这是广州恒大2017年球员转会夏季窗口的第一笔转会。
2017年8月14日恒大发布公告：于2015年6月29日加盟球队的巴西外援保利尼奥以球队支付4000万欧元违约金的形式加盟巴塞罗那，由此创造了中超球员转出身价记录。
2017年10月22日中超联赛2017赛季第28轮，恒大主场对阵贵州智诚。郜林首开纪录射进他恒大生涯的第100球。之后恒大球员阿兰、高拉特、于汉超、穆里奇分别进球，贵州智诚队的王帆攻入一球，最终恒大主场以5比1大胜贵州智诚。由于联赛排名第二的上海上港本轮以1比2负于广州富力，两队积分差距达到9分，恒大得以提前两轮夺冠。
2017年9月12日，2017年亚冠联赛1/4决赛次回合，恒大坐镇主场对阵首回合4比0战胜广州恒大的上海上港。在比赛的常规时间中，恒大以4比0的比分将比赛拖入加时赛。加时赛中两队各进一球，将比赛拖入点球大战。最终上海上港以点球5比4的比分将恒大淘汰出局。
2017年9月30日，2017年中国足协杯半决赛次回合，恒大坐镇主场对阵首回合2比1战胜广州恒大的上海上港。39分钟，廖力生累计两张黄牌被罚下场，84分钟，金英权恶意犯规被红牌罚下，9人应战的恒大1比4不敌上海上港，上海上港以总比分6比2将广州恒大淘宝淘汰出局。

#### 联赛大起大落，错失中超八连冠（2018年）
2018年，广州恒大在赛季夏窗后引进塔利斯卡、購回保利尼奥等外援补强阵容，但由于2018赛季联赛早期失分过多，后半程集中发力，却两负上海上港导致连冠势头戛然而止。

#### 重奪中超，并肩八星大連（2019年）
在本赛季初，北京国安开局高调启航，10连胜豪斩30个积分，其中第8轮攻克天河，势如破竹。但第11轮，国安被追赶者上港送上赛季首败，初显疲态。在联赛半程，国安积37分居榜首，但身后恒大与上港是紧追不舍，仅仅差2分。到了联赛中期，恒大發揮後勁，卡纳瓦罗率球队打出了神奇的13连胜（第10轮-第23轮，第22轮后赛）。其中第23轮中，恒大做客工体3-1完胜国安，使恆大從新確保了首位優勢。但踏入8月以後，恒大卻突然陷入疲态，在8月下旬、和整个9月、10月共两个半月中，9场比赛仅赢下一场联赛，期间经历了亚冠被淘汰、联赛更是3轮不胜，期间还遭连败。接下来10月27日主场与建业的比赛，未曾想天河险些被河南人攻破。半场两球落后，卡纳瓦罗被逼进了绝境。虽然最终连追两球，艰难收获一分，但芥蒂已经存在。最後由於球隊在10月戰績不佳，加上在亞冠聯賽半決賽中被浦和紅鑽淘汰出局，俱乐部當天宣布卡纳瓦罗参加恒大集团“企业文化学习班”，学习期间由队长郑智代为执行主教练职责，直至11月3日恢复担任。
2019年12月1日，中超上演最後一輪賽事，廣州恒大主場以3：0大勝上海申花，最終以兩分力壓同日贏波的北京國安，成功登上聯賽冠軍寶座。這個冠軍也是广州恒大第八個頂級聯賽冠軍，追平了大連實德之前創下的頂級聯賽最多奪冠記錄。而本场比赛过后的颁奖仪式，却没有冠军奖杯的身影。4月，中超公司对恒大在仪式上的违规行为宣布：减少其50万人民币的分红，原因是其违反了商务规定，在花车上出现了“恒驰汽车”字样，损害了联赛官方赞助商的利益。
4月12日，广州恒大官方发表声明，对此前中超公司以“庆祝活动违反中超商务规定”为由对俱乐部作出的处罚提出严正抗议。并表示“遭到了不公对待”。

#### 联赛憾失冠军，杯赛亚冠早早出局（2020年）
2020赛季，受到2019冠状病毒病疫情影响，中国国内及亚冠联赛纷纷延期。在临时改制为分组双循环加淘汰赛双阶段赛制的中超联赛中，恒大以11胜1平2负的战绩夺得苏州赛区冠军；淘汰赛阶段，恒大先后淘汰了河北华夏幸福和北京中赫国安，决赛中以总分1-2负于苏州赛区亚军江苏苏宁易购，卫冕失败。
由于亚冠与足协杯赛程冲突，足协杯第二轮，恒大只得派出青年军出战，最后被中甲升班马昆山FC以3-0淘汰。亚冠方面，恒大表现平平，最终以净胜球劣势位列小组第三，时隔四年再次止步小组赛。球队表现不如人意，也使得外界对主教练卡纳瓦罗的水平愈发质疑。2020年12月4日深夜至5日凌晨，恒大官方宣布俱乐部管理模式不再采用主教练负责制，调整为总经理负责制，随后又宣布队长郑智成为恒大总经理。當月，恆大申請從新三板退市。

#### 深陷財困、联赛跌至第三（2021年）
踏入2021年，根據中國足協規定，广州恆大正式改名為广州队。广州队在賽季初期便受到支离破碎的赛程与漫长的间歇期影響，被迫集中主力應付國内中超聯賽，而亚冠則派出由恆大足校組成的青年軍迎戰，結果以6连败小组垫底的成绩亚冠出局；是歷年參加亚冠的最差成績。雖然在國内聯賽，广州队成功在A组以次名打入第二階段賽事，但在休賽期間，母公司恆大集團卻爆出震撼全球的恆大債務危機、一度讓外界懷疑恆大是否有能力完成本賽季餘下賽事。9月28日，主教練卡纳瓦罗宣佈解约离队，賽季餘下賽事由隊長郑智兼任一线队执行主教练兼球员。最後雖然广州队最终获得季军，但已經是本隊在中超的最差成績，而因爲隊伍前途未卜，多名球星如塔利斯卡、保利尼奥、高拉特、艾克森、阿兰、费南多、蒋光太等球员亦紛紛與球隊解約或离队；而郑智、刘殿座、黄博文、廖力生、梅方和邓涵文等球員的合同亦即将到期。

#### 全華班出戰中超、联赛降级（2022年）
2022年，陷入财务困难的广州队采用全华班阵容出赛中超，第一阶段在刘智宇的率领下仅从对阵河北队的比赛中取得6分，其余比赛全部输球。之后第二阶段也继续处在连败状态，俱乐部于是聘请郑智执教救火，让球队在之后20场比赛中拿下1胜8平。结果广州队于12月27日在中超倒数第二轮对阵长春亚泰的比赛中1比4惨败，提前一轮降级。

#### 重返越秀山（2023年）
2023年3月30日，刘智宇重新担任一线队主教练。其后在2023年中国足球甲级联赛中，广州队将主场迁回越秀山体育场，该赛季报名名单中的U21球员多达16人。广州队在该赛季开局不顺，联赛前8轮仅取3平5负，未尝一胜。6月6日，广州队宣布主帅刘智宇离任，足校教练萨尔瓦多·苏艾·桑切斯接任。萨尔瓦多接任后就在联赛第9轮以2：1的比分客场击败了东莞莞联，取得了联赛首胜。6月28日，广州队在主场凭借凌杰的绝杀进球2:1击败江西庐山取得联赛主场首胜。广州队先后击败丹东腾跃和延边龙鼎取得3连胜，广州队逐渐进入保级的正轨。10月14日，广州队凭借杨德江的远射绝杀在客场3-2逆转江西庐山，宣告提前4轮保级成功。但随后的四轮联赛却遭遇四连败，最后以第12名的成绩结束了赛季。2023年中国足协杯方面，广州队于第二轮，客场以5:4点球决胜击败中乙球队武汉江城。随后的第三轮又在主场1:3不敌当季的中超冠军上海海港而出局。赛季结束后，张健智、张子立、凌杰等球员先后离队。

#### 艰难度过准入 黑马杀进中甲前三（2024年）
2024年1月，新赛季开始之前，广州队一度面临准入告急，但经过球迷通过购买周边、租借奖杯等方式的鼎力支持，及广州轻工集团旗下的日化品牌浪奇带来的现金流，俱乐部得以继续运营，征战2024年中国足球甲级联赛，并签下了阿雷格里亚、贝尼亚罗萨、萨达乌斯卡斯3名外援，以及国内球员艾沙江·库尔班。
2024年3月9日，广州队的联赛第一轮，广州队在主场花都体育中心0-1不敌黑龙江冰城，遭遇开门黑。而在随后的第二轮，依靠阿雷格里亚的补时连入两球，3-1战胜石家庄功夫。而在第三轮，广州队在主场以0-5的比分惨败于本赛季成功冲超的豪门云南玉昆，创下队史最大主失利比数的耻辱纪录。4月，广州队取得了2胜1平1负的战绩，排名第八。
5月4日，广州队作客梭鱼湾足球场挑战当时高居积分榜第一并未尝一负的升班马大连英博队，凭借阿雷格里亚在51分钟罚入的点球，广州队1-0爆冷击败对手。赛后双方在场内场外爆发的冲突也引起热议，双方多人遭到中国足协处罚。随后广州队取得了联赛的4轮不败，其中在客场4-3击败了强敌广西平果哈嘹，这一波不败在主场以1-3不敌辽宁铁人遭到终结。在第17轮客场0-1不敌石家庄功夫后，广州队打出了一波7胜5平的12轮不败的骄人战绩，而在主场均以2-0的比分击败重庆铜梁龙以及大连英博之后，广州队跻身了本赛季的冲超梯队，并长期占据第三名的位置。在云南玉昆早早提前四轮冲超的情况下，广州队与大连英博开展了对第二个冲超名额的激烈争夺。2024年11月3日，中甲联赛末轮广州队作客五台山体育场挑战南京城市，最终广州队1-2遭对手逆转饮恨南京，冲超失败，而大连英博在主场2-1战胜上海嘉定汇龙领先广州队5分成功冲超。最后广州队以排名第三的成绩结束此赛季，虽无缘冲超，但已成为本赛季中甲联赛最大黑马，平均年龄21岁的队员也在中国足球挂起了一股青春风暴。
2024年中国足协杯方面，广州队从第三轮开始征程，客场挑战中乙联赛北区的陕西联合，双方在90分钟内战成1-1，在点球大战中6-7不敌对手，止步第三轮。
在本赛季，外援阿雷格里亚以18个进球荣膺联赛银靴，外援贝尼亚罗萨以11个助攻与另两人并列联赛助攻王。恒大足球学校青训出品的年轻球员也奉献出了上佳的表现，中场白余涛、张志雄与后卫王捷横空出世，上赛季稳坐主力的吴永强、阿卜杜瓦哈普·艾尼瓦尔、杨浩、队长侯煜、廖锦涛、徐彬、王世龙、霍深坪也表现不俗。

#### 未获得职业联赛准入资格（2025年）
2025年1月6日，中国足协公布2025赛季职业联赛准入名单，广州队因未完成清欠，不在准入之列，意味着其将无法参加新赛季的职业联赛。同日，广州队发布公告宣布解散。

## 主场
广州队的传统主场为越秀山体育场，1998年至2000年越秀山体育场大修期间，曾使用广东省人民体育场作为主场，而在2005赛季下半段，根据赞助协议，广州队的主场定在天河体育场。此外，广州队还短期使用番禺英东体育场、广州大学城中心区体育场等球场作为主场。2010赛季，由于越秀山体育场进行亚运场馆改造，广州队主场大部分比赛都在增城体育场和佛山世纪莲体育中心进行，直到10月份才回归越秀山体育场。
2011赛季，由于越秀山体育场被亚足联评为不符合举办亚冠联赛的标准，广州队再次将主场搬移至天河体育场。该赛季足协杯对阵贵州智诚时，最后一次以越秀山体育场为主场。此后，广州队主场一直固定在广州天河体育中心。
2018年中有消息恒大計劃在廣州南站附近商業區興建一個世界級可容納六萬人的新足球場，幾年後可使用，後來該消息被證實為“乌龙”事件，關於球场建设現時仍處於前期工作阶段。2020年4月16日，恒大以人民币68亿1348万元的底价竞得番禺区谢村体育设施地块及产业地块，广州恒大足球场同日在该地块正式开工。由於恒大集團財困，已於2022年將土地交回廣州市政府。2023赛季，球队将主场迁回越秀山体育场。
2024赛季，球队主场迁至花都体育中心体育场，不再以越秀山体育场为主场。

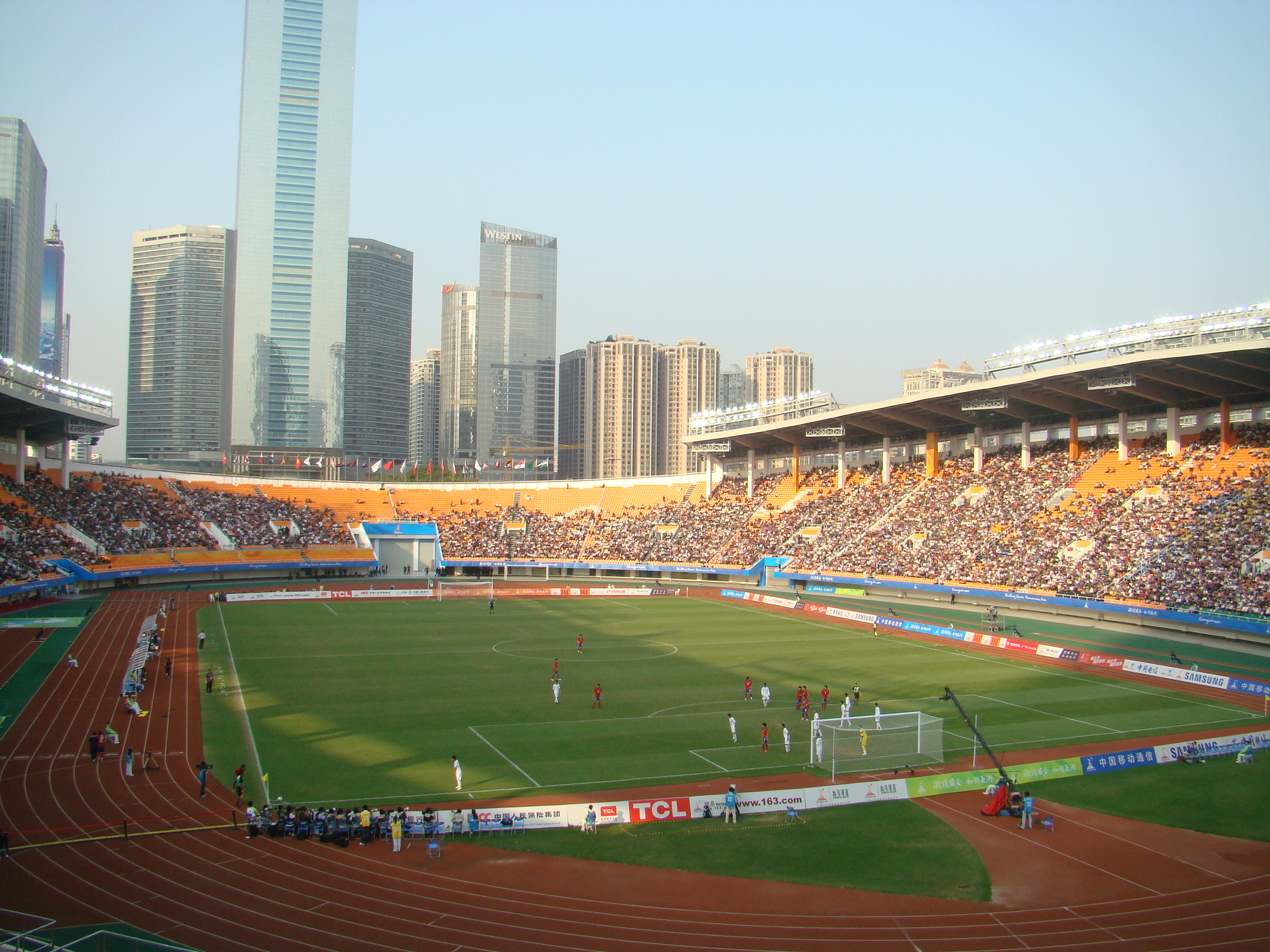
天河体育场
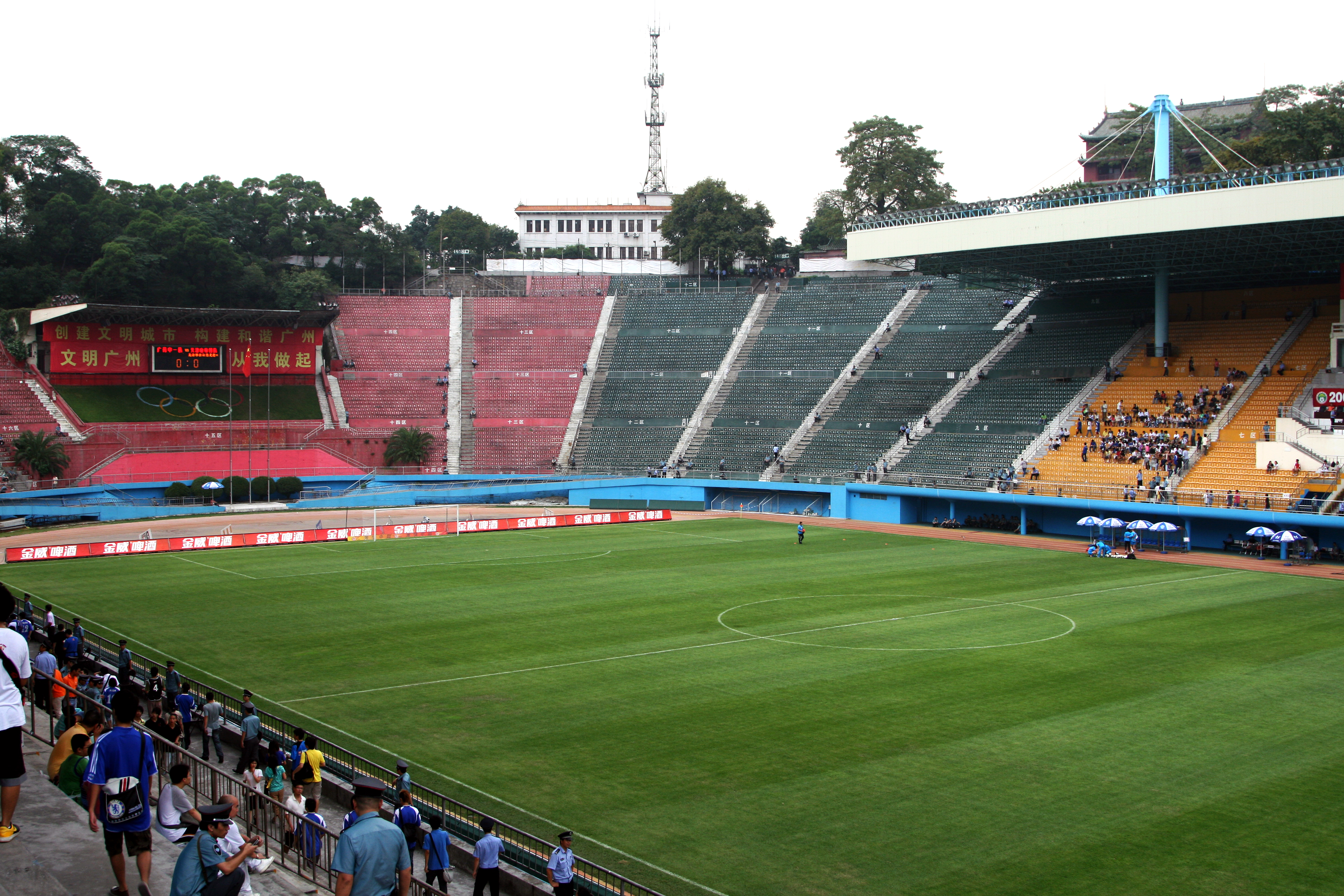
越秀山体育场
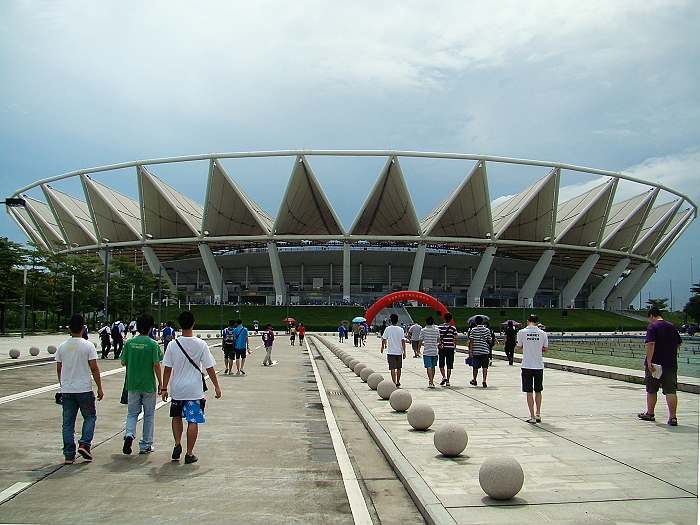
佛山世纪莲体育中心

## 球员和职员

### 管理层名单
名单更新于2019年7月27日。
| 职位         | 姓名 |
| ------------ | ---- |
| 董事长       | 高寒 |
| 总经理       | 高寒 |
| 常務副总经理 | 王帥 |
| 副总经理     | 劉勇 |
| 总经理助理   | 姜夫 |

### 职员名单
名单更新于2023年4月22日。
| 职位       | 职员                                                             |
| ---------- | ---------------------------------------------------------------- |
| 主教练     | 萨尔瓦多·苏艾·桑切斯                                             |
| 助理教练   | 钮振宁 赵宇翔                                                    |
| 守门员教练 | 马克·弗兰克萨·普伊赫（Marc Franquesa Puig）                      |
| 体能教练   | 塞尔吉奥·曼努埃尔·波乌·罗德里格斯（Sergio Manuel Pou Rodriguez） |

### 一线队名单
名单更新于2024年4月11日
| 号码 | 国籍           | 球员姓名                                     | 出生日期   | 年龄 | 身高 (cm) | 体重 (kg) | 加盟年份 | 前属球队             | 身价（欧元） | 出生地         |      |
| 门将 | 门将           | 门将                                         | 门将       | 门将 | 门将      | 门将      | 门将     | 门将                 | 门将         | 门将           | 门将 |
| ---- | -------------- | -------------------------------------------- | ---------- | ---- | --------- | --------- | -------- | -------------------- | ------------ | -------------- | ---- |
| 1    | 中华人民共和国 | 阿斯汗 (Askhan)                              | 2005.01.01 | 19   | 189       | 82        | 2023     | 青年队               | 10k          | 内蒙古鄂尔多斯 |      |
| 32   | 中华人民共和国 | 霍深坪 (Huo Shenping)                        | 2003.11.26 | 20   | 188       | 76        | 2021     | 青年队               | 75k          | 河南周口       |      |
| 31   | 中华人民共和国 | 吴梓桐 (Wu Zitong)                           | 2007.04.27 | 16   | 187       | ——        | 2024     | 青年队               | ——           | 中华人民共和国 |      |
| 后卫 |                |                                              |            |      |           |           |          |                      |              |                |      |
| 2    | 中华人民共和国 | 王文轩 (Wang Wenxuan)                        | 1999.12.26 | 24   | 183       | 71        | 2022     | 青年队               | 75k          | 江西景德镇     |      |
| 3    | 中华人民共和国 | 刘浪舟 (Liu Langzhou)                        | 2003.01.08 | 21   | 183       | 70        | 2023     | 青年队               | 50k          | 江西宜春       |      |
| 4    | 中华人民共和国 | 陈泉江 (Chen Quanjiang)                      | 2000.07.10 | 23   | 175       | 70        | 2022     | 青年队               | 25k          | 四川达州       |      |
| 5    | 中华人民共和国 | 王世龙 (Wang Shilong)                        | 2001.03.07 | 23   | 177       | 64        | 2020     | 青年队               | 75k          | 山东淄博       |      |
| 8    | 立陶宛         | 里姆维达斯·萨达乌斯卡斯 (Rimvydas Sadauskas) | 1996.07.21 | 27   | 193       | 81        | 2024     | 希奥利艾足球学院     | 300k         | 考纳斯县考那斯 |      |
| 13   | 中华人民共和国 | 王捷 (Wang Jie)                              | 2006.02.14 | 18   | 180       | ——        | 2024     | 青年队               | 10k          | 中华人民共和国 |      |
| 中场 |                |                                              |            |      |           |           |          |                      |              |                |      |
| 6    | 中华人民共和国 | 侯煜 (Hou Yu)                                | 2001.01.31 | 23   | 180       | 65        | 2021     | 青年队               | 75k          | 广东梅州       |      |
| 11   | 中华人民共和国 | 阿卜杜瓦哈普·艾尼瓦尔 (Abduwahap Aniwar)     | 2000.05.14 | 23   | 168       | 62        | 2023     | 昆山FC               | 50k          | 新疆墨玉       |      |
| 14   | 中华人民共和国 | 吴永强 (Wu Yongqiang)                        | 2006.01.16 | 18   | 168       | 64        | 2023     | 青年队               | 10k          | 河南驻马店     |      |
| 15   | 中华人民共和国 | 徐彬 (Xu Bin)                                | 2004.05.02 | 19   | 175       | —         | 2023     | 青年队               | 50k          | 湖南益阳       |      |
| 16   | 中华人民共和国 | 张志雄 (Zhang Zhixiong)                      | 2006.09.27 | 17   | 174       | —         | 2024     | 青年队               | —            | 中华人民共和国 |      |
| 18   | 中华人民共和国 | 廖锦涛 (Liao Jintao)                         | 2000.02.24 | 24   | 177       | 65        | 2023     | 昆山FC               | 75k          | 广东普宁       |      |
| 20   | 中华人民共和国 | 韩昆达 (Han Kunda)                           | 2005.03.18 | 19   | 175       | ——        | 2024     | 青年队               | 25k          | 中华人民共和国 |      |
| 21   | 中华人民共和国 | 李嘉灏 (Li Jiahao)                           | 2001.06.22 | 22   | 170       | 63        | 2023     | 青年队               | 10k          | 广东广州       |      |
| 23   | 中华人民共和国 | 杨德江 (Yang Dejiang)                        | 2004.08.31 | 19   | 175       | 60        | 2023     | 青年队               | 25k          | 广东深圳       |      |
| 26   | 中华人民共和国 | 李星贤 (Li Xingxian)                         | 2005.03.24 | 19   | 180       | 63        | 2023     | 青年队               | 10k          | 河南郑州       |      |
| 27   | 中华人民共和国 | 王俊洋 (Wang Junyang)                        | 2007.10.02 | 16   | 170       | —         | 2024     | 青年队               | —            | 中华人民共和国 |      |
| 28   | 哥伦比亚       | 胡安·贝尼亚罗萨 (Juan Peñaloza)              | 2000.03.03 | 24   | 171       | 74        | 2024     | 瓦尔米耶拉足球俱乐部 | 125k         | 乔科基布多     |      |
| 前锋 |                |                                              |            |      |           |           |          |                      |              |                |      |
| 7    | 中华人民共和国 | 艾沙江·库尔班 (Eysajan Kurban)               | 2000.01.06 | 24   | 173       | 65        | 2024     | 浙江FC               | 50k          | 新疆伊犁       |      |
| 9    | 哥伦比亚       | 胡安·阿雷格里亚 (Juan Alegría)               | 2002.06.06 | 22   | 178       | —         | 2024     | 科尔多瓦美洲虎俱乐部 | 300k         | 托利马伊瓦格   |      |
| 12   | 中华人民共和国 | 伊斯拉木·亚生 (Islam Yasin)                  | 2006.09.26 | 17   | 178       | —         | 2024     | 青年队               | —            | 新疆           |      |
| 17   | 中华人民共和国 | 杨浩 (Yang Hao)                              | 2004.07.13 | 19   | 176       | 63        | 2023     | 青年队               | 100k         | 湖北黄石       |      |
| 19   | 中华人民共和国 | 吴俊杰 (Wu Junjie)                           | 2002.02.28 | 22   | 170       | —         | 2023     | 青年队               | 25k          | 安徽合肥       |      |
| 24   | 中华人民共和国 | 外力·库尔班 (Weli Qurban)                    | 2006.02.15 | 18   | 182       | —         | 2024     | 青年队               | 10k          | 新疆           |      |
| 29   | 中华人民共和国 | 张达驰 (Zhang Dachi)                         | 2002.06.17 | 21   | 183       | —         | 2023     | 青年队               | 50k          | 广东广州       |      |
| 30   | 中华人民共和国 | 白余涛 (Bai Yutao)                           | 2006.12.08 | 17   | 166       | ——        | 2024     | 青年队               | ——           | 中华人民共和国 |      |

### 曾效力的球员
这里只列出著名球员，全部球员资料和历年阵容可参见广州足球俱乐部球员列表。
| - 苏永舜 - 容志行 - 赵达裕 - 李超波 - 吴群立 - 麦超 - 孔国贤 - 李勇 - 黄启能 - 彭伟国 - 胡志军 - 谭恩德 - 彭伟军 - 李帅 | - 刘健 - 沈嵘 - 彭昌颖 - 蔡庆辉 - 黄洪涛 - 叶志彬 - 温小明 - 冯峰 - 杨朋峰 - 徐亮 - 卢琳 - 李志海 - 戴宪荣 - 徐德恩 | - 李岩 - 李本舰 - 李健华 - 吴坪枫 - 冯俊彦 - 吴伟超 - 魏釗 - 梁子成 - 張春暉 - 鄧景煌 - 姜宁 - 郑龙 - 邹正 - 于汉超 | - 孔卡 - 林久克 - 保利尼奧 - 羅賓奴 - 塔利斯卡 - 克莱奥 - 穆里奇 - 高拉特 - 阿兰 - 图穆 - 拉米雷斯 - 金英權 - 樸志洙 - 趙源熙 | - 迪亞曼蒂 - 吉拉迪諾 - 巴里奥斯 - 马丁内斯 |

## 历任主教练

### 职业联赛前[94]
| 姓名   | 任期          |
| ------ | ------------- |
| 骆迪智 | 1954年-1956年 |
| 曾培福 | 1956年        |
| 郑德耀 | 1956年        |
| 罗荣满 | 1956年-1961年 |
| 李文俊 | 1964年        |
| 林效才 | 1966年-1976年 |
| 罗荣满 | 1977年        |
| 冯美禄 | 1977年        |

| 名字   | 任期          |
| ------ | ------------- |
| 罗荣满 | 1978年-1982年 |
| 蔡棠耀 | 1983年-1984年 |
| 陈亦明 | 1985年        |
| 戚务生 | 1986年-1988年 |
| 谢志光 | 1989年        |
| 陈亦明 | 1990年        |
| 周穗安 | 1991年-1993年 |

### 职业联赛后[94]
截止至2019年10月比赛结束
| #  | 姓名             | 任期 | 场次 | 胜 | 和 | 负 | 入球 | 失球 | 球差 | 得胜率% | 任期荣誉 |
| -- | ---------------- | --- | ---- | -- | -- | -- | ---- | ---- | ---- | ------- | --- |
| 1  | 周穗安           | 1994年-1995年6月7日                                                                                               | 29   | 13 | 7  | 9  | 40   | 34   | +6   | 44.83   | |
| 2  | 张京天           | 1995年6月8日-1995年12月28日                                                                                       | 16   | 6  | 5  | 5  | 27   | 24   | +3   | 37.50   | |
| 3  | 谢志光           | 1996年 | 1    | 0  | 1  | 0  | 0    | 0    | +0   | 00.00   | |
| 4  | 冼迪雄           | 1996年 | 25   | 8  | 8  | 9  | 31   | 33   | −2   | 32.00   | |
| 5  | 陈亦明           | 1997年1月-1997年8月13日                                                                                           | 17   | 3  | 8  | 6  | 12   | 17   | −5   | 17.65   | |
| 6  | 麦超             | 1997年8月13日-1998年6月12日                                                                                       | 24   | 5  | 11 | 8  | 24   | 28   | −4   | 20.83   | |
| 7  | 陈熙荣           | 1998年6月12日-1999年5月4日                                                                                        | 21   | 4  | 5  | 12 | 20   | 34   | −14  | 19.05   | |
| 8  | 赵达裕           | 1999年 | 18   | 6  | 6  | 6  | 24   | 25   | −1   | 33.33   | |
| 9  | 罗杰里格斯       | 2000年1月-2000年4月19日                                                                                           | 5    | 0  | 1  | 4  | 2    | 9    | −7   | 00.00   | |
| 10 | 周穗安           | 2000年4月19日-2000年9月23日                                                                                       | 18   | 6  | 6  | 6  | 25   | 20   | +5   | 33.33   | |
| 11 | 塔瓦雷斯（代理） | 2000年11月13日-2000年12月11日                                                                                     | 0    | 0  | 0  | 0  | 0    | 0    | +0   | —       | |
| 12 | 刘康             | 2000年12月11日-2001年7月25日                                                                                      | 16   | 5  | 7  | 4  | 15   | 13   | +2   | 31.25   | |
| 13 | 周穗安           | 2001年7月25日-2002年9月2日                                                                                        | 24   | 10 | 6  | 8  | 37   | 30   | +7   | 41.67   | |
| 14 | 吴群立           | 2002年9月2日-2002年12月19日                                                                                       | 6    | 0  | 3  | 3  | 5    | 9    | −4   | 00.00   | |
| 15 | 周穗安           | 2002年12月19日-2003年2月18日                                                                                      | 0    | 0  | 0  | 0  | 0    | 0    | +0   | —       | |
| 16 | 麦超             | 2003年2月18日-2005年10月31日                                                                                      | 91   | 41 | 33 | 17 | 144  | 86   | +58  | 45.05   | |
| 17 | 马米奇（代理）   | 2005年11月25日-2006年2月25日                                                                                      | 0    | 0  | 0  | 0  | 0    | 0    | +0   | —       | |
| 18 | 戚务生           | 2006年2月25日-2006年12月31日                                                                                      | 26   | 16 | 3  | 7  | 47   | 27   | +20  | 61.54   | |
| 19 | 沈祥福           | 2007年1月4日-2009年11月30日                                                                                       | 84   | 38 | 24 | 22 | 144  | 95   | +49  | 45.24   | 2007年中甲联赛冠军 |
| 20 | 彭伟国（代理）   | 2009年12月1日-2010年3月25日                                                                                       | 0    | 0  | 0  | 0  | 0    | 0    | +0   | —       | |
| 21 | 李章洙           | 2010年3月25日-2012年5月16日 （2010赛季中甲名义主教练为 李春满，2011赛季起至2012年3月15日中超名义主教练为 金圣求） | 73   | 49 | 17 | 7  | 164  | 65   | +99  | 67.12   | 2010年中甲联赛冠军 2011年中超联赛冠军 2012年中国超级杯冠军                                                                                 |
| 22 | 里皮             | 2012年5月17日-2014年11月4日 （2014年11月4日-2015年2月28日为技术顾问，名义上依然保留主教练职衔）                   | 126  | 82 | 23 | 21 | 283  | 121  | +162 | 65.08   | 2012年中超联赛冠军 2012年中国足协杯冠军 2013年中超联赛冠军 2013年亚冠联赛冠军 2014年中超联赛冠军                                           |
| 23 | 卡納瓦羅         | （2014年11月4日-2015年2月28日作为执行主教练） 2015年3月1日-2015年6月4日                                           | 23   | 11 | 6  | 6  | 46   | 28   | +18  | 47.83   | |
| 24 | 斯科拉里         | 2015年6月4日-2017年11月5日                                                                                        | 118  | 71 | 28 | 19 | 243  | 121  | +122 | 60.17   | 2015年中超联赛冠军 2015年亚冠联赛冠军 2016年中国超级杯冠军 2016年中超联赛冠军 2016年中国足协杯冠军 2017年中国超级杯冠军 2017年中超聯賽冠軍 |
| 25 | 卡納瓦羅         | 2017年11月9日-2019年10月27日 2019年11月3日-2021年9月28日                                                          | 41   | 25 | 9  | 7  | 103  | 47   | +56  | 60.98   | 2018年中国超级杯冠军 2019年中超聯賽冠軍 |
| 25 | 郑智（代理）     | 2019年10月27日-2019年11月3日                                                                                      | 0    | 0  | 0  | 0  | 0    | 0    | +0   | —       | |
| 25 | 常卫魏（代理）   | 2020年11月26日（足协杯）                                                                                          | 1    | 0  | 0  | 1  | 0    | 3    | −3   | 00.00   | |
| 25 | 刘智宇（代理）   | 2021年6月24日-2021年7月9日（亚冠） 2021年10月13日（足协杯） （2021年12月7日起名义上依然保留主教练职衔）           | 7    | 0  | 0  | 7  | 1    | 18   | −17  | 00.00   | |
| 26 | 郑智             | 2021年12月7日-2022年1月4日（执行主教练）                                                                          | 8    | 4  | 2  | 2  | 8    | 3    | +5   | 50.00   | |
| 27 | 刘智宇           | 2022年 | 0    | 0  | 0  | 0  | 0    | 0    | +0   | —       | |
| 27 | 潘勇赫           | 2022年4月15日-2022年4月30日（亚冠）                                                                               | 6    | 0  | 0  | 6  | 0    | 24   | −24  | 00.00   | |

## 荣誉

### 俱乐部荣誉
| 榮譽                          | 次數        | 年度                                                           |
| 亚 洲 赛 事                   | 亚 洲 赛 事 | 亚 洲 赛 事                                                    |
| ----------------------------- | ----------- | -------------------------------------------------------------- |
| 亞足聯冠軍聯賽 冠軍           | 2           | 2013年，2015年                                                 |
| 國 際 赛 事                   |             |                                                                |
| 世界冠軍球會盃 殿軍           | 2           | 2013年，2015年                                                 |
| 本 土 聯 賽                   |             |                                                                |
| 中国足球超级联赛（顶级） 冠軍 | 8           | 2011年，2012年，2013年，2014年，2015年，2016年，2017年，2019年 |
| 中国足球甲级联赛（次级） 冠軍 | 2           | 2007年，2010年                                                 |
| 本 土 杯 賽                   |             |                                                                |
| 中國足協杯 冠軍               | 2           | 2012年，2016年                                                 |
| 中国足协超级杯 冠軍           | 4           | 2012年，2016年，2017年，2018年                                 |

### 球员和教练员个人荣誉
| 姓名     | 荣誉 |
| -------- | --- |
| 麦超     | 1989年甲A联赛金球奖 |
| 吴群立   | 1990年中国足球先生 1993年中国足球先生 1993年甲A联赛金球奖                                                                                                  |
| 周穗安   | 1992年甲A联赛最佳教练员奖 |
| 胡志军   | 1994年甲A联赛金靴奖 |
| 雷菲     | 1997年中国足协杯最佳射手* |
| 林久克   | 2005年中甲联赛金靴奖 |
| 拉米雷斯 | 2007年中甲联赛金靴奖 2009年中超联赛金靴奖* |
| 郜林     | 2010年中甲联赛金靴奖 |
| 穆里奇   | 2011年中超联赛金靴奖 2011年中国足球先生 2011年中国足协杯最佳射手 2013年亚冠联赛最佳射手 2013年亚冠联赛最有价值球员 2013年亚足联最佳外援                    |
| 克莱奥   | 2012年中国超级杯最佳球员 |
| 巴里奥斯 | 2012年中国足协杯最有价值球员 |
| 里皮     | 2012年中国足协杯最佳教练 2013年中超联赛最佳教练 |
| 孔卡     | 2013年中国足球先生 2013年中国足协杯最有价值球员 |
| 埃尔克森 | 2013年中超联赛金靴奖 2014年中超联赛金靴奖 2014年中国足球先生                                                                                               |
| 曾诚     | 2013年中超联赛最佳门将 2015年中超联赛最佳门将 2016年中超联赛最佳门将                                                                                       |
| 郑智     | 2013年亚洲足球先生 |
| 斯科拉里 | 2015年中超联赛最佳教练 2016年中超联赛最佳教练 |
| 高拉特   | 2015年中国足球先生 2015年亚冠联赛最佳射手 2015年亚冠联赛最有价值球员 2015年亚足联最佳外援 2016年中国超级杯最佳球员 2016年中超联赛金靴奖 2016年中国足球先生 |
| 金英权   | 2015年韩国足球先生 |
| 阿兰     | 2017年中国超级杯最佳球员 2018年中国超级杯最佳球员 |
| 保利尼奥 | 2019年中超最佳球员 |

（*并列）

### 俱乐部其他荣誉

#### 职业联赛前
- 中国足球甲A联赛亚军：1992
- 中国足球甲B联赛亚军：1990
- 中国足球乙级联赛冠军：1956，1958，1981
- 中国足球乙级联赛亚军：1983
- 中国足球丙级联赛亚军：1980
- 中国全国优胜者杯亚军：1991

#### 职业联赛后
- 中国职业足球甲A联赛亚军：1994
- 中国足球超级杯亚军：2013，2014，2015
- 中国足协杯亚军：2013

#### 青年队
- 全国U-23锦标赛冠军：1998
- 全国U19联赛冠军：2000
- 全国U17足协杯冠军：2004，2005
- 中国城市运动会足球比赛亚军：1995

## 纪录（职业联赛后）
自1994年职业联赛开始至2017赛季至今。

### 射手榜
| 排名 | 球员     | 进球数 | 效力时期             |
| ---- | -------- | ------ | -------------------- |
| 1    | 郜林     | 93     | 2010–2019            |
| 2    | 埃尔克森 | 59     | 2013–2015，2019–2021 |
| 3    | 高拉特   | 54     | 2015–2021            |
| 4    | 穆里奇   | 52     | 2010–2014，2017      |
| 5    | 拉米雷斯 | 48     | 2007–2009            |
| 6    | 胡志军   | 36     | 1994–1997            |
| 7    | 孔卡     | 33     | 2011–2013            |
| 8    | 徐亮     | 29     | 2007–2009            |
| 9    | 温小明   | 24     | 2001–2008            |
| 10   | 卢琳     | 23     | 2003–2010            |

| 排名 | 球员     | 进球数 | 效力时期             |
| ---- | -------- | ------ | -------------------- |
| 1    | 郜林     | 113    | 2010–2019            |
| 2    | 穆里奇   | 79     | 2010–2014，2017      |
| 3    | 埃尔克森 | 76     | 2013–2015，2019–2021 |
| 4    | 高拉特   | 75     | 2015–2021            |
| 5    | 孔卡     | 54     | 2011–2013            |
| 6    | 拉米雷斯 | 48     | 2007–2009            |
| 7    | 胡志军   | 36     | 1994–1997            |
| 8    | 徐亮     | 29     | 2007–2009            |
| 9    | 温小明   | 27     | 2001–2008            |
| 10   | 克莱奥   | 24     | 2011–2012            |

### 球队纪录
- 主场获胜最悬殊比赛：2010年7月21日中甲联赛第12轮，10-0胜南京有有
- 客场获胜最悬殊比赛：2016年10月15日中超联赛第27轮，6-0胜石家庄永昌
- 主场失利最悬殊比赛：2024年3月30日中甲联赛第4轮，0-5负云南玉昆
- 客场失利最悬殊比赛：2008年10月11日中超联赛第21轮，0-6负长春亚泰；2022年6月7日中超联赛第2轮，0-6负武汉三镇
- 亚冠主场获胜最悬殊比赛：2017年2月22日亚冠联赛小组赛第一轮，7-0胜东方足球队
- 广州德比最大比分差距：2017年8月1日中国足协杯1/4决赛次回合，7-2胜广州富力；2019年7月20日中超联赛第19轮，5-0胜广州富力

| - 连胜最长纪录：13连胜（2019赛季中超联赛第十轮至第二十二轮） - 主场连胜最长纪录：12连胜（2011赛季至2012赛季中超联赛） - 客场连胜最长纪录：10连胜（2015赛季中超联赛） - 连续不败最长纪录：44场（2010赛季中甲联赛至2011赛季中超联赛） - 顶级联赛连续不败最长纪录：26场（2015赛季中超联赛第五至三十轮） - 主场连续不败最长纪录：46场（2015赛季中超联赛第五轮至2017赛季中超联赛第十四轮） - 客场连续不败最长纪录：23场（2010赛季中甲联赛至2011赛季中超联赛） - 连续不胜最长纪录：20场（2022赛季中超联赛） - 主场连续不胜最长纪录：10场（2022赛季中超联赛，含中立主场） - 客场连续不胜最长纪录：21场（1996赛季至1998赛季甲A联赛） - 连败最长纪录：6连败（1998赛季甲A联赛） - 主场连败最长纪录：3连败（1998赛季甲A联赛） - 客场连败最长纪录：7连败（2000赛季甲B联赛） |  | - 连续进球场次最多纪录：23场（2010赛季中甲联赛至2011赛季中超联赛） - 主场连续进球场次最多纪录：36场（2010赛季中甲联赛至2011赛季中超联赛） - 客场连续进球场次最多纪录：11场（2010赛季中甲联赛至2011赛季中超联赛以及2013赛季中超联赛） - 连续不失球场次最多纪录：4场（2001赛季至2002赛季甲B联赛以及2007赛季中甲联赛） - 顶级联赛连续不失球比赛记录：4场（2018赛季中超联赛第2轮至第5轮） - 主场连续不失球场次最多纪录：7场（2001赛季至2002赛季甲B联赛） - 客场连续不失球场次最多纪录：4场（2010赛季中甲联赛至2011赛季中超联赛） - 连续不进球场次最多纪录：6场（1997赛季甲A联赛） - 主场连续不进球场次最多纪录：3场（1997赛季甲A联赛以及1998赛季甲B联赛） - 客场连续不进球场次最多纪录：9场（1997赛季甲A联赛） - 连续失球场次最多纪录：9场（2001赛季至2002赛季甲B联赛以及2009赛季中超联赛） - 主场连续失球场次最多纪录：9场（2006赛季中甲联赛） - 客场连续失球场次最多纪录：14场（1999赛季至2000赛季甲B联赛） - 顶级联赛连冠最多纪录：7次（2011赛季至2017赛季中超联赛） |

### 球员纪录

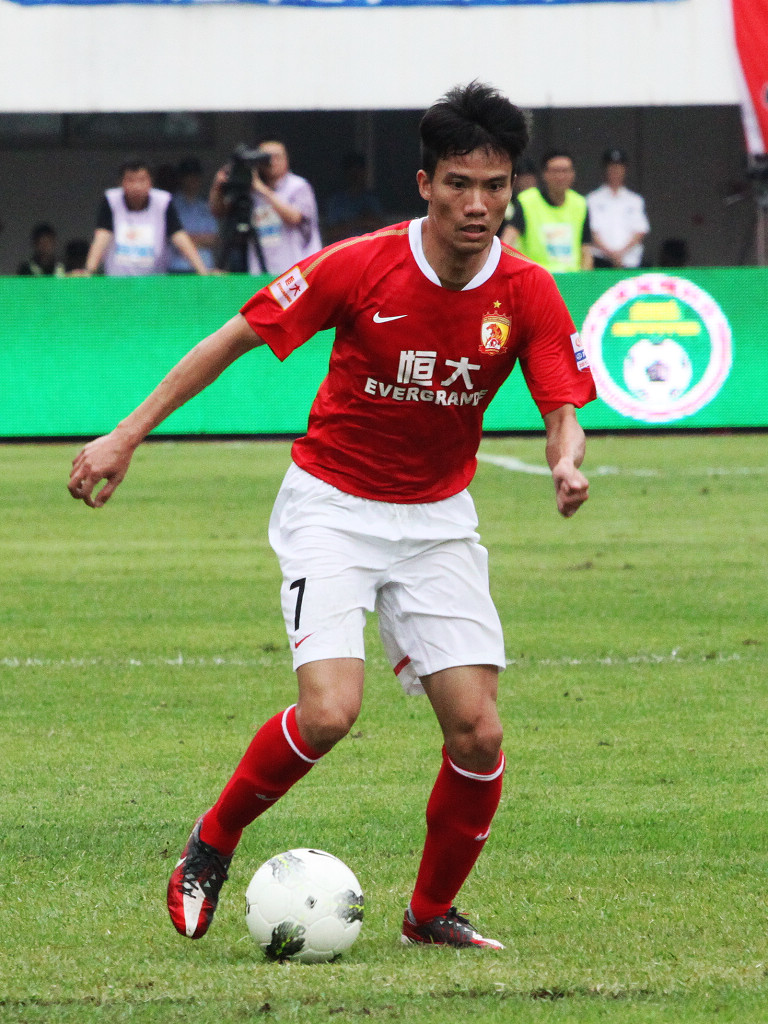
冯俊彦保持效力广州队时间最长的纪录。

#### 出场
- 所有赛事出场次数最多：郜林，369场（2010-2019）
- 顶级联赛出场次数最多：郜林，236场（2011-2019）
- 效力时间最长：冯俊彦（2003-2014，联赛出场220场）

#### 进球
- 进球总数最多的球员：郜林，113球（2010-2019）
- 顶级联赛进球最多的球员：埃尔克森，59球（2013-2016，2019-）
- 单赛季进球最多的球员：埃尔克森，34球（2014赛季中超联赛）
- 联赛单赛季进球最多的球员：埃尔克森，28球（2014赛季中超联赛）
- 连续进球场次最多的球员：埃尔克森，连续7场进球（2013赛季中超联赛）
- 单场比赛进球最多的球员：胡志军，4球（1994年8月14日甲A联赛第15轮，客场6：1胜上海申花）；穆里奇，4球（2010年7月21日中甲联赛第12轮，主场10：0胜南京有有）；高拉特，4球（2018年3月6日亚冠联赛小组赛第三轮，主场5：3胜济州联）
- 球队最快进球：谭恩德，10秒（1996年6月2日甲A联赛第8轮，主场2：0延边队）

#### 转会
- 购买球员支付的最高转会费：4200万欧元，从马德里竞技签下杰克逊·马丁内斯，2016年2月3日[96]
- 出售球员收到的最高转会费：4000万欧元，保利尼奥转会巴塞罗那，2017年8月14日。[97]

## 球队征战记录

### 一线队历届联赛排名
| 赛季 | 1955 | 1956 | 1957 | 1958 | 1960 | 1961 | 1962 | 1963 | 1964 | 1965 | 1980 | 1981 | 1982 | 1983 | 1984 | 1985 | 1986 | 1987 | 1988 | 1989 | 1990 |
| ---- | ---- | ---- | ---- | ---- | ---- | ---- | ---- | ---- | ---- | ---- | ---- | ---- | ---- | ---- | ---- | ---- | ---- | ---- | ---- | ---- | ---- |
| 级别 | 1    | 2    | 2    | 2    | 1    | 1    | 1    | 1    | 2    | 2    | 3    | 2    | 1    | 2    | 2    | 1    | 1    | 1    | 1    | 1    | 2    |
| 排名 | 8    | 1    | 5    | 1    | 17   | 21   | 18   | 20   | 7    | 6    | 2    | 1    | 15   | 2    | 9    | 7    | 7    | 7    | 7    | 8    | 2    |

| 赛季 | 1991 | 1992 | 1993 | 1994 | 1995 | 1996 | 1997 | 1998 | 1999 | 2000 | 2001 | 2002 | 2003 | 2004 | 2005 | 2006 | 2007 | 2008 | 2009 | 2010 |
| ---- | ---- | ---- | ---- | ---- | ---- | ---- | ---- | ---- | ---- | ---- | ---- | ---- | ---- | ---- | ---- | ---- | ---- | ---- | ---- | ---- |
| 级别 | 1    | 1    | 1    | 1    | 1    | 1    | 1    | 1    | 2    | 2    | 2    | 2    | 2    | 2    | 2    | 2    | 2    | 1    | 1    | 2    |
| 排名 | 4    | 2    | 8    | 2    | 5    | 7    | 8    | 14   | 8    | 10   | 4    | 11   | 3    | 4    | 4    | 3    | 1    | 7    | 9    | 1    |

| 赛季 | 2011 | 2012 | 2013 | 2014 | 2015 | 2016 | 2017 | 2018 | 2019 | 2020 | 2021 | 2022 | 2023 | 2024 |
| ---- | ---- | ---- | ---- | ---- | ---- | ---- | ---- | ---- | ---- | ---- | ---- | ---- | ---- | ---- |
| 级别 | 1    | 1    | 1    | 1    | 1    | 1    | 1    | 1    | 1    | 1    | 1    | 1    | 2    | 2    |
| 排名 | 1    | 1    | 1    | 1    | 1    | 1    | 1    | 2    | 1    | 2    | 3    | 17   | 12   | 3    |

资料来源

### 一线队联赛成绩（1990年后）
| 赛季 | 队名           | 联赛 | 场次 | 胜 | 胜率% | 平 | 负 | 进球 | 失球 | 净胜球 | 积分 | 联赛名次 | 优胜者盃/足协杯 | 超霸杯/超级杯 | 亚俱杯/亚冠联赛 | 联赛平均观众人数 | 主场                                 |
| ---- | -------------- | ---- | ---- | -- | ----- | -- | -- | ---- | ---- | ------ | ---- | -------- | --------------- | ------------- | --------------- | ---------------- | ------------------------------------ |
| 1990 | 广州白云山     | 甲B  | 22   | 8  | 36.36 | 11 | 3  | 27   | 15   | 12     | 35   | 2/12     | 第一轮          | 未举办        | 未参加          |                  |                                      |
| 1991 | 广州白云山     | 甲A  | 14   | 4  | 28.57 | 7  | 3  | 16   | 13   | 3      | 1612 | 4/8      | 亚军            | 未举办        | 未参加          |                  |                                      |
| 1992 | 广州白云山     | 甲A  | 14   | 8  | 57.14 | 2  | 4  | 19   | 15   | 4      | 181  | 2/8      | 第一轮          | 未举办        | 未参加          |                  |                                      |
| 1993 | 广州太阳神     | 甲A  | 12   | 5  | 41.67 | 0  | 7  | 15   | 16   | −1     | 101  | 8/8      | 未举办          | 未举办        | 未参加          |                  |                                      |
| 1994 | 广州太阳神     | 甲A  | 22   | 11 | 50.00 | 5  | 6  | 36   | 27   | 9      | 271  | 2/12     | 未举办          | 未举办        | 未参加          | 10,545           | 越秀山体育场                         |
| 1995 | 广州太阳神     | 甲A  | 22   | 7  | 31.82 | 7  | 8  | 28   | 27   | 1      | 28   | 5/12     | 第一轮          | 未参加        | 未参加          | 18,818           | 越秀山体育场                         |
| 1996 | 广州太阳神     | 甲A  | 22   | 7  | 31.82 | 8  | 7  | 26   | 25   | 1      | 29   | 7/12     | 16强            | 未参加        | 未参加          | 13,091           | 越秀山体育场                         |
| 1997 | 广州太阳神     | 甲A  | 22   | 5  | 22.73 | 10 | 7  | 14   | 20   | −6     | 25   | 8/12     | 16强            | 未参加        | 未参加          | 15,364           | 越秀山体育场                         |
| 1998 | 广州太阳神     | 甲A  | 26   | 4  | 15.38 | 8  | 14 | 25   | 41   | −16    | 20   | 14/14    | 第一轮          | 未参加        | 未参加          | 5,385            | 广东省人民体育场/英东体育场          |
| 1999 | 广州太阳神     | 甲B  | 22   | 6  | 27.27 | 8  | 8  | 26   | 30   | −4     | 26   | 8/12     | 16强            | 未参加        | 未参加          |                  | 天河体育场                           |
| 2000 | 广州太阳神     | 甲B  | 22   | 6  | 27.27 | 7  | 9  | 27   | 27   | 0      | 25   | 10/12    | 第一轮          | 未参加        | 未参加          |                  | 广东省人民体育场                     |
| 2001 | 广州吉利       | 甲B  | 22   | 11 | 50.00 | 7  | 4  | 31   | 16   | 15     | 40   | 4/12     | 第一轮          | 未参加        | 未参加          | 15,273           | 越秀山体育场                         |
| 2002 | 广州香雪       | 甲B  | 22   | 4  | 18.18 | 9  | 9  | 23   | 30   | −7     | 21   | 11/12    | 第一轮          | 未参加        | 未参加          | 7,227            | 越秀山体育场                         |
| 2003 | 广州香雪       | 甲B  | 26   | 13 | 50.00 | 9  | 4  | 40   | 20   | 20     | 48   | 3/14     | 第一轮          | 未参加        | 未参加          | 10,091           | 越秀山体育场                         |
| 2004 | 广州日之泉中一 | 中甲 | 32   | 12 | 37.50 | 16 | 4  | 47   | 29   | 18     | 52   | 4/17     | 第一轮          | 未举办        | 未参加          | 13,647           | 越秀山体育场                         |
| 2005 | 广州日之泉中一 | 中甲 | 26   | 15 | 57.69 | 7  | 4  | 50   | 22   | 28     | 52   | 4/14     | 16强            | 未举办        | 未参加          | 14,850           | 越秀山体育场/天河体育场              |
| 2006 | 广州医药       | 中甲 | 24   | 15 | 62.50 | 3  | 6  | 45   | 25   | 20     | 48   | 3/13     | 16强            | 未举办        | 未参加          | 17,167           | 越秀山体育场                         |
| 2007 | 广州医药       | 中甲 | 24   | 19 | 79.17 | 4  | 1  | 65   | 15   | 50     | 61   | 1/13     | 未举办          | 未举办        | 未参加          | 22,500           | 越秀山体育场                         |
| 2008 | 广州医药中一   | 中超 | 30   | 10 | 33.33 | 10 | 10 | 41   | 42   | −1     | 40   | 7/16     | 未举办          | 未举办        | 未参加          | 19,624           | 越秀山体育场/广州大学城中心区体育场  |
| 2009 | 广州医药白云山 | 中超 | 30   | 9  | 30.00 | 10 | 11 | 38   | 38   | 0      | 37   | 9/16     | 未举办          | 未举办        | 未参加          | 20,057           | 越秀山体育场                         |
| 2010 | 广州恒大广汽   | 中甲 | 24   | 17 | 70.83 | 6  | 1  | 61   | 21   | 40     | 57   | 1/13     | 未举办          | 未举办        | 未参加          | 9,038            | 增城体育场/世纪莲体育场/越秀山体育场 |
| 2011 | 广州恒大       | 中超 | 30   | 20 | 66.67 | 8  | 2  | 67   | 23   | 44     | 68   | 1/16     | 第二轮          | 未举办        | 未参加          | 45,666           | 天河体育场                           |
| 2012 | 广州恒大       | 中超 | 30   | 17 | 56.67 | 7  | 6  | 51   | 30   | 21     | 58   | 1/16     | 冠军            | 冠军          | 八强            | 37,250           | 天河体育场                           |
| 2013 | 广州恒大       | 中超 | 30   | 24 | 80.00 | 5  | 1  | 78   | 18   | 60     | 77   | 1/16     | 亚军            | 亚军          | 冠军            | 40,428           | 天河体育场                           |
| 2014 | 广州恒大       | 中超 | 30   | 22 | 73.33 | 4  | 4  | 76   | 28   | 48     | 70   | 1/16     | 16强            | 亚军          | 八强            | 42,086           | 天河体育场                           |
| 2015 | 广州恒大淘宝   | 中超 | 30   | 19 | 63.33 | 10 | 1  | 71   | 28   | 43     | 67   | 1/16     | 第三轮          | 亚军          | 冠军            | 45,809           | 天河体育场                           |
| 2016 | 广州恒大淘宝   | 中超 | 30   | 19 | 63.33 | 7  | 4  | 62   | 19   | 43     | 64   | 1/16     | 冠军            | 冠军          | 小组赛          | 44,882           | 天河体育场                           |
| 2017 | 广州恒大淘宝   | 中超 | 30   | 20 | 66.67 | 4  | 6  | 69   | 42   | 27     | 64   | 1/16     | 四强            | 冠军          | 八强            | 45,589           | 天河体育场                           |
| 2018 | 广州恒大淘宝   | 中超 | 30   | 20 | 66.67 | 3  | 7  | 82   | 36   | 46     | 63   | 2/16     | 16强            | 冠军          | 16强            |                  | 天河体育场                           |
| 2019 | 广州恒大淘宝   | 中超 | 30   | 23 | 76.67 | 3  | 4  | 68   | 24   | 44     | 72   | 1/16     | 16强            | 未参加        | 四强            |                  | 天河体育场                           |
| 2020 | 广州恒大淘宝   | 中超 | 14   | 11 | 78.57 | 1  | 2  | 31   | 12   | 19     | 343  | 2/16     | 16强            | 未举办        | 小组赛          |                  | 赛会制                               |
| 2021 | 广州           | 中超 | 22   | 13 | 59.09 | 5  | 4  | 47   | 17   | 30     | 44   | 3/16     | 32强            | 未举办        | 小组赛          |                  | 赛会制                               |
| 2022 | 广州           | 中超 | 34   | 3  | 8.82  | 8  | 23 | 24   | 63   | −39    | 17   | 17/18    | 16强            | 未举办        | 小组赛          |                  | 花都體育場                           |
| 2023 | 广州           | 中甲 | 30   | 8  | 26.67 | 6  | 16 | 31   | 43   | —12    | 30   | 12/16    | 第四轮          | 未参加        | 未参加          |                  | 越秀山体育场                         |
| 2024 | 广州           | 中甲 | 30   | 14 | 46.67 | 10 | 6  | 51   | 35   | 16     | 52   | 3/16     | 第三轮          | 未参加        | 未参加          | 5630             | 花都体育场                           |

1.以每获胜一场积2分计算。
2.提供国脚加1分。
3.以賽會制進行，僅列出小組賽成績。

### 预备队、二队成绩
| 赛季    | 队名           | 联赛       | 场次 | 胜 | 平 | 负 | 进球 | 失球 | 净胜球 | 积分 | 名次  | 杯赛                   |
| ------- | -------------- | ---------- | ---- | -- | -- | -- | ---- | ---- | ------ | ---- | ----- | ---------------------- |
| 1994    | 广州二队       | 甲B        | 20   | 10 | 5  | 5  | 31   | 16   | 15     | 251  | 3/12  | 未举办                 |
| 2002-03 | 香雪制药       | 港甲       | 14   | 5  | 2  | 7  | 14   | 19   | −5     | 17   | 5/8   | 高级银牌8强、足总杯8强 |
| 2003-04 | 香雪制药       | 港甲       | 18   | 6  | 4  | 8  | 28   | 26   | 2      | 22   | 5/10  | 高级银牌8强、足总杯4强 |
| 2004-05 | 日之泉         | 港甲       | 16   | 4  | 3  | 9  | 18   | 21   | −3     | 15   | 7/9   | 高级银牌4强、足总杯4强 |
| 2011    | 广州恒大预备队 | 中超预备队 | 30   | 11 | 5  | 14 | 48   | 50   | −2     | 38   | 10/16 | 未举办                 |
| 2012    | 广州恒大预备队 | 中超预备队 | 30   | 13 | 9  | 7  | 64   | 37   | 27     | 48   | 5/16  | 未举办                 |
| 2013    | 广州恒大预备队 | 中超预备队 | 30   | 10 | 5  | 15 | 49   | 59   | −10    | 35   | 11/16 | 未举办                 |
| 2014    | 广州恒大预备队 | 中超预备队 | 30   | 3  | 6  | 21 | 26   | 75   | −49    | 15   | 16/16 | 未举办                 |
| 2015    | 广州恒大预备队 | 中超预备队 | 30   | 10 | 5  | 15 | 39   | 51   | −12    | 35   | 13/16 | 未举办                 |
| 2016    | 广州恒大预备队 | 中超预备队 | 30   | 12 | 5  | 13 | 48   | 44   | 4      | 41   | 11/16 | 未举办                 |
| 2017    | 广州恒大预备队 | 中超预备队 | 30   | 12 | 3  | 15 | 39   | 45   | −6     | 39   | 11/16 | 未举办                 |

1.以每获胜一场积2分计算。

### 亚冠战绩
截至2021年7月9日
| 对手             | 赛季              | 主场          | 客场          |
| 中央海岸水手     | 2013 十六强淘汰赛 | 3–0           | 2–1           |
| 墨尔本胜利       | 2014 小组赛       | 4–2           | 0–2           |
| 墨尔本胜利       | 2019 小组赛       | 4–0           | 1–1           |
| 西悉尼流浪者     | 2014 1/4决赛      | 2–1           | 0–1           |
| 西悉尼流浪者     | 2015 小组赛       | 0–2           | 3–2           |
| 悉尼FC           | 2016 小组赛       | 1–0           | 1–2           |
| 上海上港         | 2017 1/4决赛      | 5–1 (点球4–5) | 0–4           |
| 天津权健         | 2018 十六强淘汰赛 | 2–2           | 0–0           |
| 山东鲁能         | 2019 十六强淘汰赛 | 2–1           | 2–3 (点球6–5) |
| 東方             | 2017 小组赛       | 7–0           | 6–0           |
| 傑志             | 2021 小组赛       | 0–1           | 0–1           |
| 柏太阳神         | 2012 小组赛       | 3–1           | 0–0           |
| 柏太阳神         | 2013 半决赛       | 4–0           | 4–1           |
| 柏太阳神         | 2015 1/4决赛      | 1–1           | 3–1           |
| 东京FC           | 2012 十六强淘汰赛 | 1–0           | 无            |
| 浦和红钻         | 2013 小组赛       | 3–0           | 2–3           |
| 浦和红钻         | 2016 小组赛       | 2–2           | 0–1           |
| 浦和红钻         | 2019 半决赛       | 0–1           | 0–2           |
| 横滨水手         | 2014 小组赛       | 2–1           | 1–1           |
| 大阪櫻花         | 2014 十六强淘汰赛 | 0–1           | 5–1           |
| 大阪櫻花         | 2018 小组赛       | 3–1           | 0–0           |
| 大阪櫻花         | 2021 小组赛       | 0–2           | 0–5           |
| 鹿岛鹿角         | 2015 小组赛       | 4–3           | 1–2           |
| 鹿岛鹿角         | 2017 十六强淘汰赛 | 1–0           | 1–2           |
| 鹿岛鹿角         | 2019 1/4淘汰赛    | 0–0           | 1–1           |
| 大阪钢巴         | 2015 半决赛       | 2–1           | 0–0           |
| 川崎前鋒         | 2017 小组赛       | 1–1           | 0–0           |
| 广岛三箭         | 2019 小组赛       | 2–0           | 0–1           |
| 神户胜利船       | 2020 小组赛       | 1–3           | 2–0           |
| 全北现代         | 2012 小组赛       | 1–3           | 5–1           |
| 全北现代         | 2013 小组赛       | 0–0           | 1–1           |
| 全北现代         | 2014 小组赛       | 3–1           | 0–1           |
| 首尔FC           | 2013赛季决赛      | 1–1           | 2–2           |
| 首尔FC           | 2015 小组赛       | 1–0           | 0–0           |
| 城南FC           | 2015 十六强淘汰赛 | 2–0           | 1–2           |
| 浦项制铁         | 2016 小组赛       | 0–0           | 2–0           |
| 水原三星         | 2017 小组赛       | 2–2           | 2–2           |
| 水原三星         | 2020 小组赛       | 1–1           | 0–0           |
| 济州联           | 2018 小组赛       | 5–3           | 2–0           |
| 大邱FC           | 2019 小组赛       | 1–0           | 1–3           |
| 卡塔尔           | 2013 1/4决赛      | 2–0           | 4–1           |
| 伊蒂哈德         | 2012 1/4决赛      | 2–1           | 2–4           |
| 武里南联         | 2012 小组赛       | 1–2           | 2–1           |
| 武里南联         | 2018 小组赛       | 1–1           | 1–1           |
| 蒙通联           | 2013 小组赛       | 4–0           | 4–1           |
| 泰港             | 2021 小组赛       | 1–5           | 0–3           |
| 阿拉伯联合酋长国 | 2015赛季决赛      | 1–0           | 0–0           |

### 世俱杯战绩
截至2015年12月13日
| 赛季                        | 比赛阶段     | 对手       | 比分 |
| 2013年世界俱乐部杯 · 摩洛哥 | 四分之一决赛 | 阿赫利     | 2–0  |
| 2013年世界俱乐部杯 · 摩洛哥 | 半决赛       | 拜仁慕尼黑 | 0–3  |
| 2013年世界俱乐部杯 · 摩洛哥 | 第三名决赛   | 米内罗竞技 | 2–3  |
| 2015年世界俱乐部杯 · 日本   | 四分之一决赛 | CF阿美利加 | 2–1  |
| 2015年世界俱乐部杯 · 日本   | 半决赛       | 巴塞隆拿   | 0–3  |
| 2015年世界俱乐部杯 · 日本   | 第三名决赛   | 广岛三箭   | 1–2  |

## IFFHS俱乐部世界排名
| 项目     | 时间段          | 亚洲排名 | 世界排名 | 积分 | 注      |
| 当前排名 | 2018.01-2018.12 | 14       | 188      | 95   | [ 100 ] |
| 最佳排名 | 2013.06-2014.01 | 1        | 36       | 192  | [ 101 ] |

## 文化

### 队歌
广州足球队实质上并无官方队歌，而民间则普遍认为《广州队》为该队队歌。
《广州队》由广州球迷联盟组织编写，于2007年中甲联赛开幕前推出。黄毅成负责作词与编曲，肥蛇作曲。东山少爷在唱片《唱好广州2》演唱过歌。
作词人黄毅成在其个人微博上表示，“《广州队》的词曲版权既不在恒大，也不在富力……我受广州球迷大联盟之邀请，写了此歌，并将使用权无偿交与球迷联盟作非商业用途。这首歌并非哪个俱乐部队的队歌……”。因此，《广州队》实际为广州球迷联盟会歌。

### 吉祥物
- C虎

广州恒大淘宝足球俱乐部官方吉祥物“Canton Tiger”，中文名“广州虎”，昵称“C虎”。
C虎的設定生日是2012年12月31日，属相为龙，寓意着广州足球如今的“生龙活虎”；球衣号码为12号，代表了球队永远的第十二人——球迷。
吉祥物的昵称“C虎”也有三重意思：1、“C虎”也可以联想为“思苦”。广州足球近十年来风雨飘摇，苦苦支撑后迎来足球事业的顶峰，“思甜忆苦”有助于我们珍惜广州足球的现有成果，勉励大家继往开来再创新篇章；2、“C虎”可以理解成“师虎”。虎乃百兽之王，虎在所属食物链中处于最顶端，在自然界中几乎没有天敌，虎的适应能力也很强，优雅威武的身影。“师虎”就是学习虎的霸气和一览众山小的气度，有助于我们在球场上踢出更加赏心悦目的足球；3、粤语“C虎”谐音“师傅”，表示广州足球各项业绩全面领先，成为中国足球的标杆、旗帜，成为中国职业足球俱乐部的典范、“师傅”。
- 粤粤

广州恒大淘宝足球俱乐部2015年新增吉祥物
粤粤的生日是2015年1月31日，属相为羊，与广州市的别称——羊城相呼应。

### 球迷组织

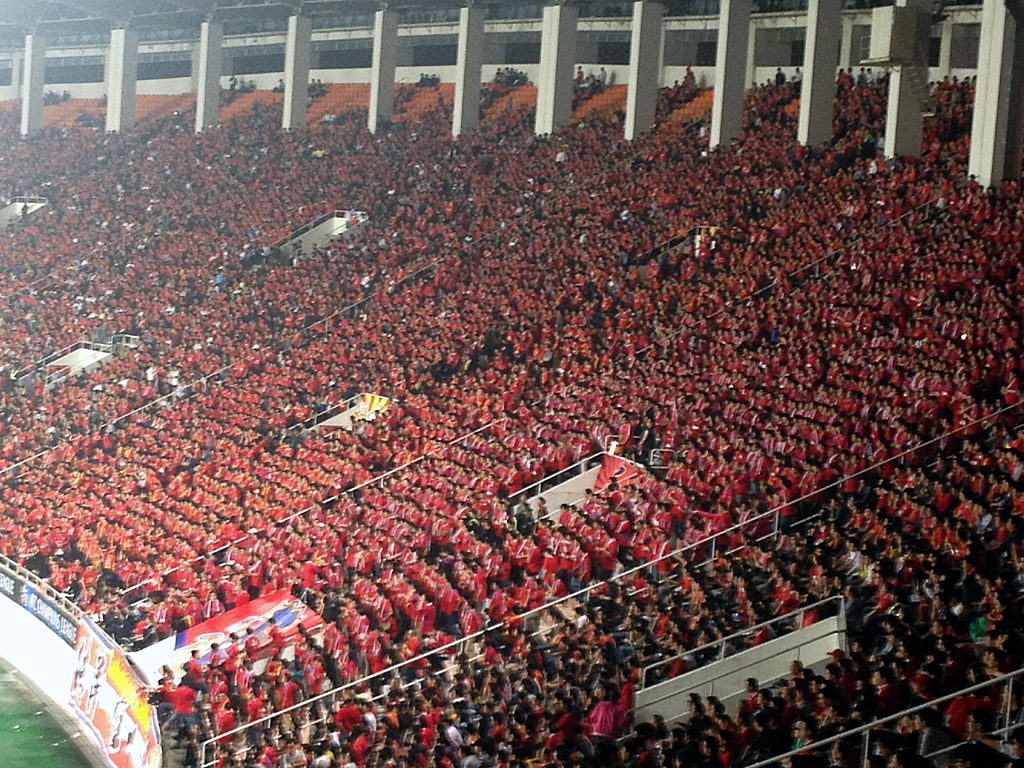
天河体育场的广州球迷联盟方阵

广州的球迷组织较为成熟，广州球迷以助威专业、观赛文明著称。较为著名的球迷会有：广州球迷联盟、广州十二卫、吴川球迷联盟、佛山球迷联盟、花都球迷会、广州高校联盟、广州恒大网络球迷联盟、南粤球迷会、东莞球迷联盟、华南虎球友会等等。

## 合作与赞助

### 战略合作
- 皇家马德里

2012年8月，广州恒大与西班牙皇家马德里俱乐部签署战略合作协议，并合作兴办恒大皇马足球学校。恒大皇马足球学校由恒大集团投资创办，坐落于中国旅游之都广东清远，是一所秉持“振兴中国足球、培养足球明星”办学目的，实行文化教育与足球专业培养并举的全封闭、全日制寄宿学校。学校按广东省一级小学、省一级中学及国家大学本科标准办学，文化教育由华南师范大学负责，足球专业培养由西班牙皇家马德里足球俱乐部派遣教练全权负责。
- AC米兰

2012年12月，加利亚尼代表AC米兰和恒大集团副总裁刘永灼签署了合作协议。
- 拜仁慕尼黑

### 赞助商
| 年份      | 球衣製造商 | 球衣主赞助商                                      |
| --------- | ---------- | ------------------------------------------------- |
| 1994      | Umbro      | —                                                 |
| 1995      | Reebok     | 三菱汽车 (Mitsubishi Motors)                      |
| 1996      | Diadora    | 三菱汽车 (Mitsubishi Motors)                      |
| 1997      | Reebok     | 三菱汽车 (Mitsubishi Motors)                      |
| 1998      | Ucan       | 三菱戈蓝 (Mitsubishi Galant)                      |
| 1999      | Ucan       | 太阳神 (Apollo)                                   |
| 2000      | Ucan       | 广东全球通 (Guangdong GoTone)                     |
| 2001      | Ucan       | 吉利汽车 (Geely Motors)                           |
| 2002–2003 | Ucan       | 香雪制药 (Xiangxue Pharmaceutical)                |
| 2004      | Ucan       | 中一药业 (Zhongyi Pharmaceutical)                 |
| 2005      | Ucan       | 天河城 (Teem Plaza)                               |
| 2006–2007 | Godedke    | 广药 (Guangzhou Pharmaceuticals)                  |
| 2008–2009 | Nike       | 广药中一 (Guangzhou Pharmaceuticals Zhongyi)      |
| 2010–2013 | Nike       | 恒大 (Evergrande)                                 |
| 2014–2015 | Nike       | 东风日产启辰 (Dongfeng–Nissan Venucia)            |
| 2016–2017 | Nike       | 恒大金服 (Evergrande financial service)           |
| 2017      | Nike       | 恒大旅游集团 (Evergrande travel group)            |
| 2018      | Nike       | 恒大文化旅游城 (Evergrande cultural tourism city) |
| 2019      | Nike       | 恒大 (Evergrande)                                 |
| 2020      | Nike       | 恒驰                                              |

- 耐克
- 21cn

### 官方链接
- https://gzfc.evergrande.com/ （页面存档备份，存于）
- （中文）广州恒大足球俱乐部官方论坛
- http://gzfc.evergrande.com/english/default.aspx（页面存档备份，存于）
- （中文）广州足球俱乐部的新浪微博

### 其它链接
- 广州队Facebook球迷专页 （页面存档备份，存于）（英文）
- 恒大收入（页面存档备份，存于）（中文）
- 广州球迷联盟（页面存档备份，存于）（中文）
- 广州足球网（中文）
- 广州足球沉浮录（页面存档备份，存于）（中文）